# Unabhängigkeitsreferendum in Osttimor 1999
Beim Unabhängigkeitsreferendum in Osttimor am 30. August 1999 sollte die Bevölkerung Osttimors zwischen der völligen Unabhängigkeit des Landes und dem Verbleib bei Indonesien als Special Autonomous Region of East Timor SARET wählen. Trotz Gewalt und massiver Einschüchterungsversuche von Seiten indonesischer Kräfte entschied sich die deutliche Mehrheit der Stimmberechtigten für die Unabhängigkeit. Dem Ergebnis folgte eine letzte Strafaktion durch das indonesische Militär (TNI) und pro-indonesische Milizen (Wanra), die das Land versehrte. Die späte Entsendung internationaler Truppen zum Schutz der Bevölkerung sorgte für breite Kritik. Osttimor kam unter Verwaltung der Vereinten Nationen und wurde, entsprechend dem Ergebnis des Referendums, am 20. Mai 2002 in die Unabhängigkeit entlassen.
Der 30. August ist in Gedenken an das Referendum in Osttimor nationaler Feiertag.

## Vorgeschichte
Indonesien hatte in der Operation Seroja die ehemalige portugiesische Kolonie unter Berufung auf die Balibo-Deklaration besetzt, neun Tage nach ihrer Unabhängigkeitserklärung am 28. November 1975. Indonesien erklärte Osttimor 1976 für annektiert, was international allgemein nicht anerkannt wurde. Es folgte ein Guerillakrieg zwischen der Armee Indonesiens und der Unabhängigkeitsbewegung FRETILIN und ihrem bewaffneten Arm, der Forças Armadas de Libertação Nacional de Timor-Leste (der Bewaffneten Kräfte zur nationalen Befreiung Osttimors, kurz FALINTIL). Infolge der Besatzung starben mindestens 183.000 Menschen. Dachorganisation der timoresischen Bewegung war der Conselho Nacional de Resistência Timorense CNRT (Nationalrat des timoresischen Widerstandes). Er hatte sich 1998 in Portugal aus verschiedenen Gruppen und Parteien gebildet.

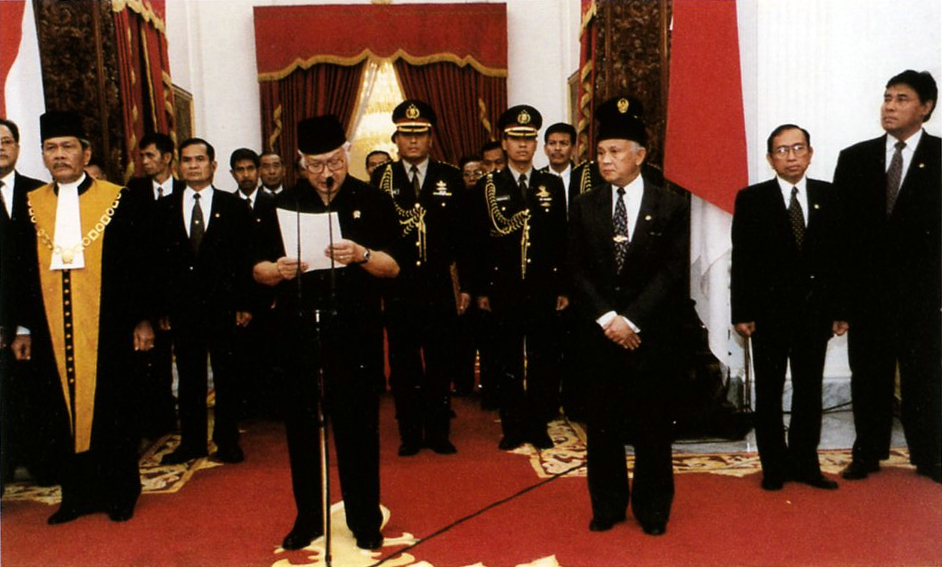
Rücktritt von Indonesiens Präsident Suharto (21. Mai 1998)

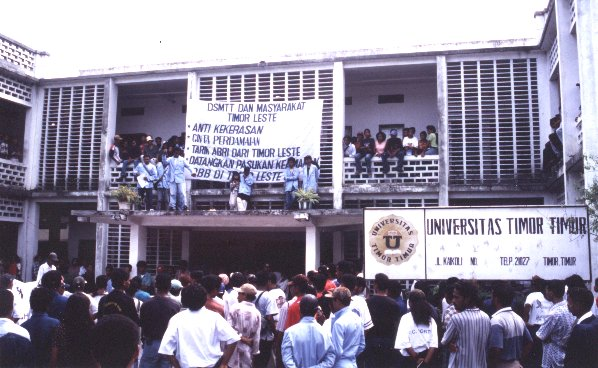
Dilis Universitas Timor Timur im November 1998, Demonstration zum Gedenken des Santa-Cruz-Massakers

Nach der Invasion Osttimors durch Indonesien fand der Konflikt kaum Aufmerksamkeit in der internationalen Politik und in den Medien. In den Vereinigten Staaten und den großen Staaten Europas spielte er nur eine Nebenrolle, in Japan, einem der wichtigsten Geber von Entwicklungshilfe an Indonesien, wahrscheinlich noch weniger. Die Volksrepublik China sah vermutlich bei diesem Konflikt gar keinen Handlungsbedarf mehr, seitdem Versuche, den osttimoresischen Widerstand mit Waffen zu versorgen, gescheitert waren. 1978 endete das Engagement der Volksrepublik für Osttimor fast völlig, abgesehen von inoffiziellen Kontakten durch Einzelpersonen. Viel Unterstützung hatte die osttimoresische Unabhängigkeit jedoch in den kleinen Ländern Irland und Neuseeland. Immerhin wiesen immer wieder Resolutionen des Weltsicherheitsrates auf die illegale Besetzung Osttimors durch Indonesien hin. 1982 forderte die Generalversammlung der Vereinten Nationen den UN-Generalsekretär dazu auf, „Beratungen mit allen direkt beteiligten Staaten einzuleiten, um Wege für eine umfassende Lösung des Problems zu finden,“ doch Indonesien blockierte jeden Ansatz dazu.
Durch den Besuch des Papstes im Jahr 1989, das von Max Stahl gefilmte Santa-Cruz-Massaker 1991 und den Friedensnobelpreis für die Osttimoresen José Ramos-Horta und Bischof Carlos Filipe Ximenes Belo rückte der Osttimorkonflikt wieder in das Bewusstsein der Weltöffentlichkeit. In Portugal und Australien nahm die öffentliche Anteilnahme stark zu. Den Politikern dieser Länder wurde bewusst, dass das Thema unterschiedlichste Wählergruppen vereinte: Links und Rechts, junge Studenten und alte Soldaten. In Australien kam es zu Solidaritätskundgebungen mit Teilnehmerzahlen, wie es sie seit dem Vietnamkrieg nicht mehr gegeben hatte. Entsprechend nahmen sich die Regierungen dieser Länder Osttimors wieder als Thema an. Portugal gelang es, einige Verbündete zu gewinnen, zunächst in der Europäischen Union, später auch in anderen Teilen der Welt, die Indonesien zu einer Lösung des Konfliktes drängten.
In Indonesien kam das Regime unter Präsident Suharto durch die Wirtschaftskrise 1997 ins Wanken. Am 21. Mai 1998 musste Suharto zurücktreten. Bereits am 6. Juni schlug das Politik- und Sicherheitskomitee des neuen Präsidenten Habibie eine Autonomielösung für Osttimor innerhalb Indonesiens vor. Habibie störte es, dass ausländische Politiker anlässlich von Besuchen immer wieder von für ihn wichtigen Themen abwichen und auf Osttimor zu sprechen kamen. In der indonesischen Führung machte sich dank der diplomatischen Front und der internationalen Solidaritätsbewegung für Osttimor eine gewisse „Osttimor-Müdigkeit“ breit, vergleichbar mit dem Verdruss der Amerikaner am Ende des Vietnamkrieges. Habibie nahm zudem schon länger an den Kosten Anstoß, die die Besetzung Osttimors und seine Entwicklung verursachten. Der Präsident erklärte später, dass ein Brief von Australiens Premierminister John Howard vom 19. Dezember 1998, in dem er eine Lösung des Osttimorkonflikts forderte, der letzte Auslöser zum Entschluss für das Referendum gewesen sei. Der Brief stellte eine komplette Kehrtwende in der australischen Position dar, denn das Land hatte bisher als einziges weltweit de facto die Annexion Osttimors durch Indonesien anerkannt, indem es mit der Besatzungsmacht im Timor Gap Treaty die Seegrenze zwischen Australien und dem besetzten Osttimor zugunsten Australiens festlegte. Nun drängte die australische Regierung auf das Selbstbestimmungsrecht des osttimoresischen Volkes. Howard folgte damit der Position der oppositionellen Australian Labor Party und der Meinung von 90 Prozent der Australier, die das bisherige Verhalten ihres Landes als Fehler ansahen. Habibie war verärgert und empfand Howards Vorschlag, umgehend Friedenstruppen in Osttimor zu stationieren, als Beleidigung. Zudem verglich Howard das Vorgehen Indonesiens mit der Kolonialpolitik Frankreichs in Neukaledonien, was Habibie zurückwies.

## Indonesische Entscheidung für das Referendum
Am 27. Januar 1999 erklärte Habibie schließlich aufgrund des starken internationalen Drucks, dass seine Regierung nun eine Unabhängigkeit Osttimors in Betracht ziehen könne, falls die Osttimoresen die Autonomielösung ablehnen würden. Habibie ging mit dem Vorschlag einer sofortigen Entscheidung sogar weiter, als Howard es in seinem Brief gefordert hatte. Wie auch der CNRT hatte der Australier vorgeschlagen, Osttimor zunächst Autonomie zu gewähren und nach zehn Jahren Probezeit das Referendum durchzuführen. Doch Habibie war nicht bereit, unter dem Damoklesschwert einer möglichen Unabhängigkeit Osttimors nach Ablauf von zehn Jahren politisch und finanziell weiter in die Provinz zu investieren.
Indonesien präferierte zunächst als Lösung eine UN-Mission, die die Stimmung im Land aufnehmen und dann eine Entscheidung treffen sollte, gegebenenfalls in Kombination mit der Wahl eines repräsentativen Rates, der über die Frage abstimmen sollte. Die Vereinten Nationen drängten aber auf eine direkte Volksbefragung, auch nach ihren Erfahrungen in Westpapua mit dem 1969 durchgeführten Act of Free Choice, bei dem 1000 Wahlmänner einstimmig für die Zugehörigkeit zu Indonesien gestimmt hatten. Finanzielle Einflussnahme und die Androhung von Folter hatten dort zu diesem Ergebnis geführt. Am 11. März 1999 einigten sich die Vereinten Nationen, Portugal und Indonesien auf ministerialer Ebene auf die Abhaltung eines Referendums über die Zukunft Osttimors. Am 21. April wurde die Einstellung der Gewalt zwischen den Konfliktparteien vereinbart. Die Organisation des Referendums übernahm die United Nations Mission in East Timor UNAMET. Zu diesem Zeitpunkt lebten in Osttimor etwa 85.000 Einwanderer aus Indonesien.
Das indonesische Kabinett stand hinter Habibies Entscheidung. Die meisten Regierungsmitglieder erwarteten, man werde durch „Maßnahmen“ eine deutliche Mehrheit der Osttimoresen von der Autonomielösung überzeugen können oder aber es werde nur zu einer so knappen Mehrheit für die Unabhängigkeitslösung kommen, dass man das Ergebnis werde in Frage stellen können. Bestärkt wurde der Glaube durch das Ergebnis der nationalen Wahl im Juli 1999, bei der die Kandidaten der Regierungspartei Golkar in Osttimor großen Rückhalt erhielten. Zu verdanken war dies aber einer Kampagne des CNRT, mit der die Befürchtungen Jakartas zerstreut werden sollten, dass ein Referendum gegen Indonesien ausfallen könnte. Selbst Francisco Lopes da Cruz, der ehemalige Präsident der União Democrática Timorense (UDT) und früherer indonesischer Gouverneur von Osttimor, berichtete nach Jakarta, dass man ein Referendum gewinnen werde. Mangels Erfahrung mit demokratischen Abstimmungen unter internationalen Beobachtungen dachte die indonesische Regierung zudem, sie könne bei Bedarf das Ergebnis korrigieren, so wie in Westpapua. Generäle erklärten in Interviews, dass sie geglaubt hätten, durch Einschüchterung die Zahl der registrierten Wähler unter 60 Prozent drücken zu können, eine geringe Beteiligung, die das indonesische Parlament, die Beratende Volksversammlung, nie akzeptieren würde. Der Wirtschaftsminister sah hingegen Vorteile, wenn die Ausgaben für Osttimor wegfallen würden. Der Verteidigungsminister und Militärchef General Wiranto sah vermutlich in Habibies Entscheidung einen Fehler, schwieg aber, um in zukünftigen Kämpfen um die Macht Habibie einen fatalen Fehler vorwerfen zu können. Nur Außenminister Ali Alatas erhob energisch Einspruch gegen ein Referendum, auch wenn er dank der CNRT-Finte an einen möglichen Sieg für die Autonomielösung glaubte.

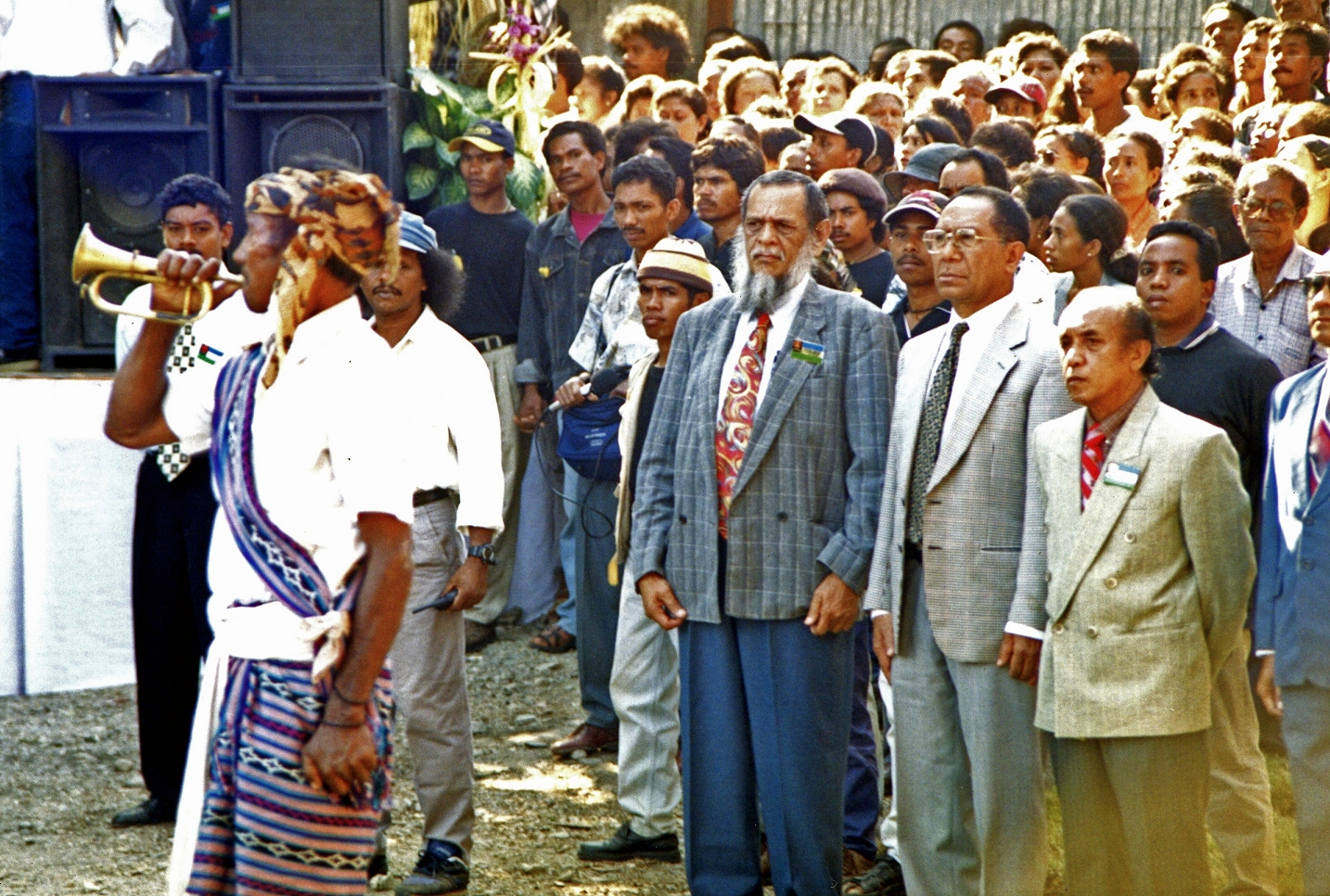
Manuel Carrascalão bei der CNRT-Kampagne in Dili

Pro-indonesische Milizen, die von indonesischer Armee und Polizei ausgebildet und ausgerüstet wurden, reagierten auf die Ankündigung des Referendums mit erheblicher Einschüchterung und Bedrohung der Bevölkerung. Regelmäßig drohten die Milizen, ein Meer aus Feuer würde auf Osttimor niedergehen, sollten sich die Einwohner für die Unabhängigkeit entscheiden. Diese Drohungen waren keine leeren Worte. Am 6. April 1999 verübten Wanras zusammen mit indonesischem Militär das Kirchenmassaker von Liquiçá, bei dem zwischen 61 und über 200 Menschen starben. Am 17. April kam es zu einem Massaker im Haus des Politikers Manuel Carrascalão, bei dem mindestens 14 Menschen getötet wurden. Daneben gab es zahlreiche weitere Morde mit einer kleineren Zahl von Opfern, sodass die Strategie des Militärs unterstrichen wurde, mit Einschüchterungen das Referendum zu beeinflussen. Menschenrechtskommissarin Mary Robinson äußerte große Besorgnis über die angespannte Lage.
Die Berichte des australischen Geheimdienstes über das Kirchenmassaker von Liquiçá beunruhigten Premierminister Howard derart, dass er Präsident Habibie zu einem Vier-Augen-Gespräch aufforderte. Am 27. April forderte Howard auf Bali erneut die Zusage, eine internationale Friedenstruppe nach Osttimor kommen zu lassen. Habibie lehnte wieder ab und drohte im Falle der Entsendung einer Friedenstruppe mit der sofortigen Aufgabe Osttimors und der Absage des Referendums, was zu einem Bürgerkrieg zwischen Integrationisten und Separatisten führen würde. Die Wahrscheinlichkeit eines Bürgerkrieges zweifeln Experten heute an, da die Milizen nur mit Hilfe des indonesischen Militärs operieren konnten und nach dessen Abzug schnell ihre Aktivitäten einstellten. Auch seien die Milizen gegenüber der FALINTIL klar unterlegen gewesen. Eurico Guterres, einer der prominentesten Milizenführer, beklagte sich einmal, dass selbst seine Leute zwar das Geld der Indonesier nehmen würden, dann aber trotzdem für die Unabhängigkeit stimmen würden. Trotz des Einspruchs von Wiranto erklärte sich Habibie schließlich mit der Entsendung von 300 unbewaffneten UN-Polizisten einverstanden.

## Der Inhalt des Referendums

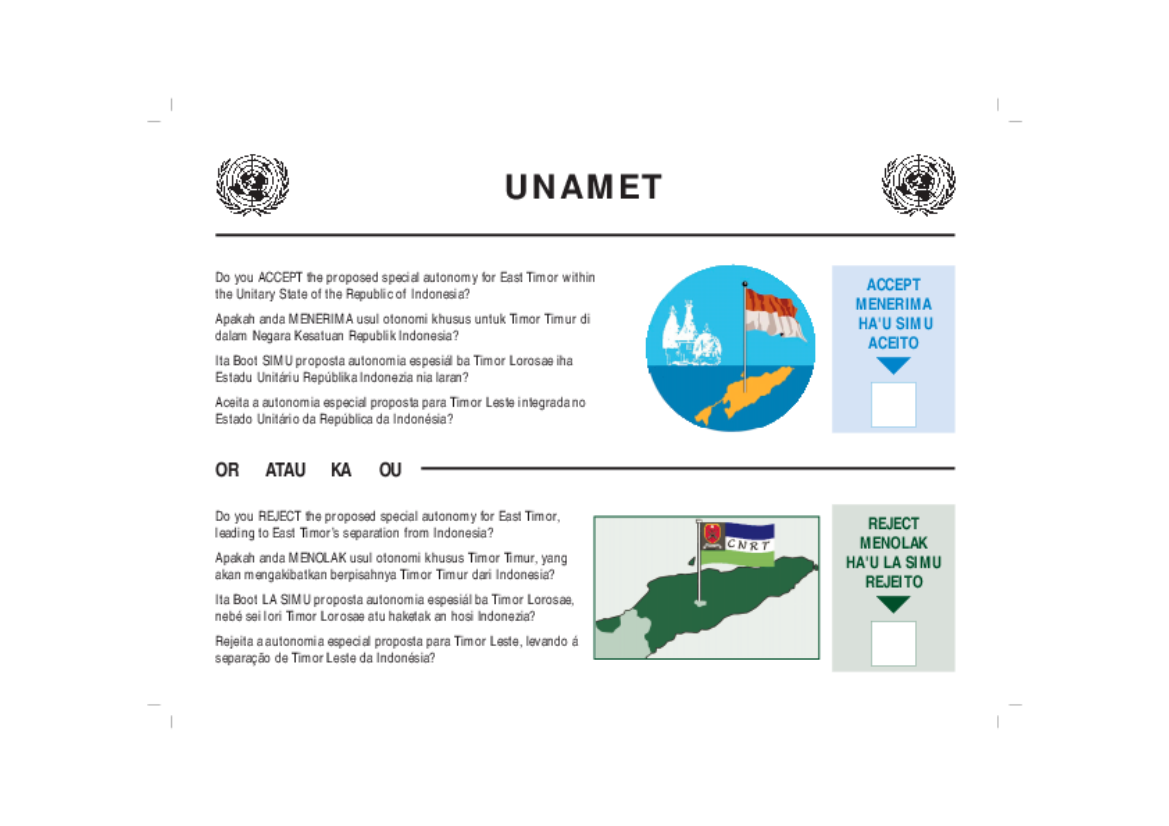
Der Wahlschein war für die Analphabeten mit Symbolen gekennzeichnet

Gemäß dem Abkommen zwischen Portugal und Indonesien vom 5. Mai 1999, das im Beisein von Kofi Annan unterzeichnet wurde, dem Generalsekretär der Vereinten Nationen, sollte die Bevölkerung Osttimors sich in dem Referendum für oder gegen eine Sonderautonomielösung innerhalb Indonesiens entscheiden. Für Analphabeten wurden die Alternativen auf dem Wahlschein mit den Flaggen Indonesiens („pro-Autonomie“) und des CNRT („contra“) dargestellt. Das CNRT-Symbol auf dem Wahlschein hatten die beiden Osttimoresen Joquim Fonseca (Ruso) und Metodio Moniz (Lalatak Matebian) gestaltet. Im Falle der Annahme der vorgeschlagenen Autonomie sollte Indonesien die neue Verfassung für die Special Autonomous Region of East Timor SARET gemäß dem vorgeschlagenen Text initialisieren. Portugal verpflichtete sich dafür zu sorgen, dass Osttimor von der Liste der Hoheitsgebiete ohne Selbstregierung der UN-Generalversammlung und von der Agenda des Weltsicherheitsrates und der Generalversammlung gestrichen werden würde.
Im Falle der Ablehnung der Autonomielösung sollte Indonesien die Trennung von Osttimor in die Wege leiten. Die Situation vor der Annexion vom 17. Juli 1976 sollte wiederhergestellt werden, die Hoheit über das Land sollte an die Vereinten Nationen übergehen. Der UN-Generalsekretär Kofi Annan sollte sodann Osttimor in die Unabhängigkeit führen. Unabhängig von der Entscheidung im Referendum sollten die Vereinten Nationen in der Übergangsphase zum Endstatus eine adäquate Präsenz in Osttimor zeigen.
Die Regierung der SARET sollte umfangreiche Vollmachten erhalten, Osttimor sollte aber klar als Teil des indonesischen Territoriums definiert sein. Vor Entscheidungen der Zentralregierung, die Osttimor beträfen, sollte die Regierung der autonomen Region konsultiert werden. Indonesien sollte für die äußere Verteidigung zuständig sein, weswegen auch die Streitkräfte Indonesiens weiterhin in Osttimor präsent sein sollten.
Die Währungs- und Zollunion sollte bestehen bleiben, und Indonesien verpflichtete sich, die SARET bei ihrer wirtschaftlichen Entwicklung zu unterstützen. Ausländische Hilfe sollte über die Zentralregierung kanalisiert werden. Auch die Entscheidung über nationale Steuern sollte in der Hand der Zentralregierung bleiben, während man in der SARET lokale Steuern innerhalb der gesetzlichen Vorgaben hätte beschließen dürfen. Natürliche Ressourcen Osttimors sollten unter der Kontrolle der SARET bleiben, es sei denn, sie würden nach nationalem Recht als strategisch oder lebenswichtig klassifiziert. Für die wirtschaftliche Nutzung der Ressourcen sollten Kooperationen zwischen nationaler und lokaler Regierung möglich sein.
Der Regierung der SARET sollte die Verantwortung über die nicht genannten Bereiche erhalten. Gesetzliche indonesische Arbeitnehmerrechte dürften allerdings nicht eingeschränkt und Ämter und Posten in Regierung und Verwaltung nicht Osttimoresen vorbehalten werden. Die Jurisdiktion der SARET beschränkte sich auf Verbrechen in Osttimor, mit der Ausnahme von Landesverrat, Terrorismus, Drogen und internationalen Verbrechen.

## Vorbereitungen

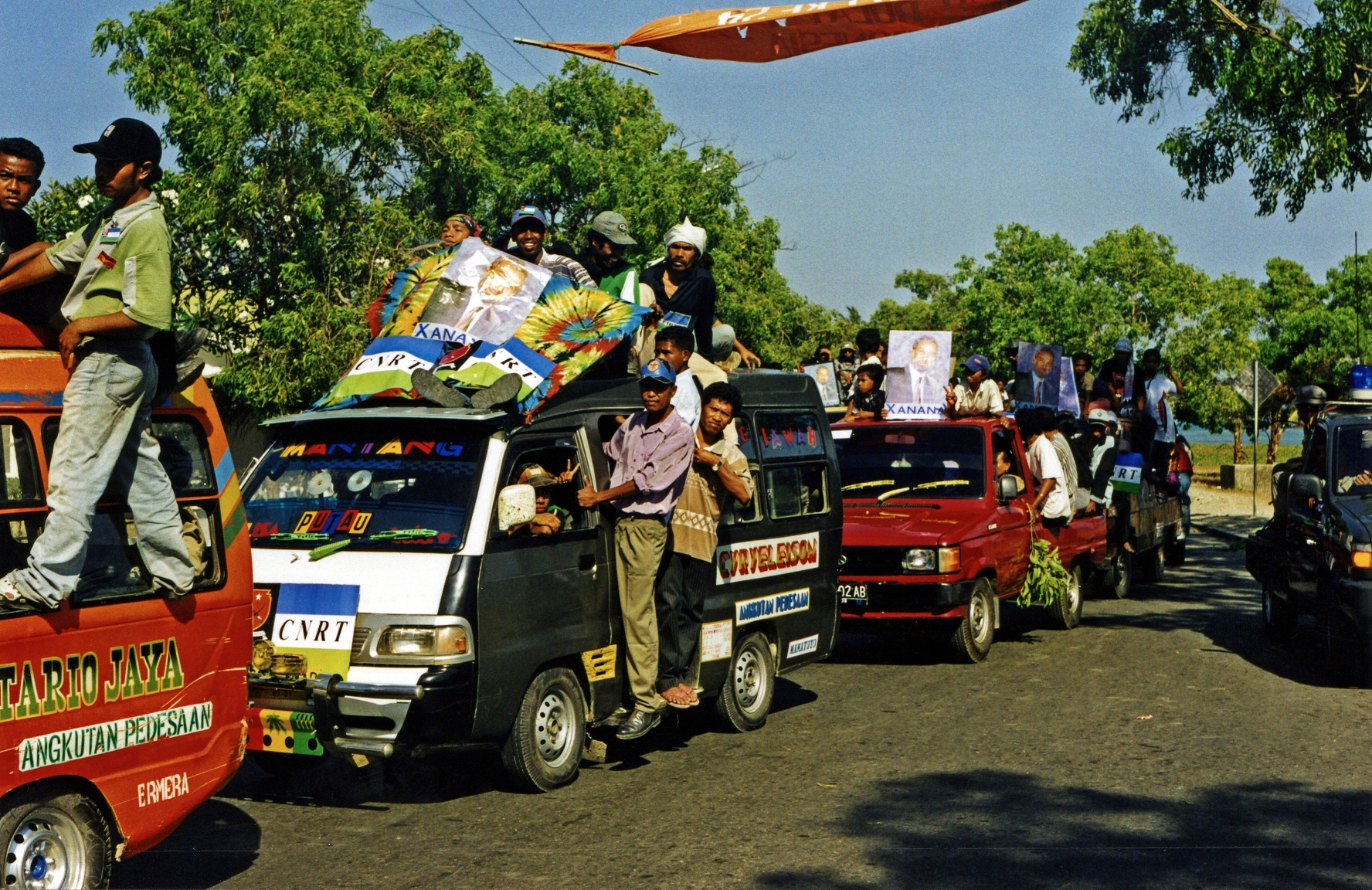
CNRT-Wahlkampfveranstaltung am 25. August 1999 in Dili

Am 5. Mai unterzeichneten Indonesien und Portugal ein Abkommen über die Ausführung des Referendums. Als Datum für die Abstimmung strebten die Vertragspartner zunächst den 8. August an. Die Abstimmung sollte direkt, geheim und allgemein durchgeführt werden. Für die Sicherheit in Osttimor während des Referendums sollte Indonesien verantwortlich sein. Die Atmosphäre während des Referendums sollte gemäß dem Abkommen „frei von Einschüchterung, Gewalt oder Einmischung von jeder Seite“ sein. Sowohl Indonesien als auch Portugal war es verboten, Werbekampagnen für ein Ergebnis durchzuführen. Die UNAMET durfte aber eine Informationskampagne für die Wähler durchführen. Die Informationen wurden über Fernseh- und Radiosendungen sowie mit gedrucktem Material verbreitet.
Ende Mai begann der Aufbau der UNAMET in Osttimor. Am 4. Juni eröffnete sie den UN-Stützpunkt in Osttimors Hauptstadt Dili. Das Personal bestand aus acht regionalen UN-Beamten, 28 weiteren festen UN-Mitarbeitern, etwa 500 UN-Freiwilligen, 290 Polizisten, neun Presseoffizieren, 271 Verwaltungsangehörigen und 16 Sicherheitsbeamten aus über 70 Ländern. Die etwa 50 militärischen Verbindungsoffiziere folgten erst später im Juni. Etwa 4000 Osttimoresen spielten eine wichtige Rolle als lokale Helfer für den Wahltag als Übersetzer, in Verwaltung und Logistik sowie als Wahlhelfer. Chef der UNAMET war der UN-Sonderbeauftragte für Osttimor Ian Martin. Noch im selben Monat erfolgte die Verteilung des UN-Personals auf alle 13 Distrikte Osttimors. Die seit April zunehmende Gewalt schwächte sich nach Ankunft der internationalen Beobachter und Medien etwas ab, aber die Bedrohung blieb. Bereits vor Eintreffen der UNAMET waren bis zu 40.000 Menschen gewaltsam aus ihren Häusern vertrieben worden, vor allem in den westlichen Distrikten. Die Zahl nahm durch die Aktivitäten der Milizen bis zum Referendum weiter zu. Die Wanras erhielten weiter Unterstützung von indonesischer Armee und Polizei. Zudem wurden sie in das Militärsystem immer mehr integriert und damit legitimiert. Eine Entwaffnung der Milizen kurz vor der Abstimmung war eher zeremoniell als real. Bemühungen, Frieden zwischen den Konfliktparteien zu stiften, scheiterten auch deswegen, weil sie die Rolle der TNI nicht berücksichtigten.
Vom 25. bis 30. Juni organisierten die osttimoresischen Bischöfe Carlos Filipe Ximenes Belo und Basílio do Nascimento das Dare-II-Friedens und Aussöhnungstreffen in Indonesiens Hauptstadt Jakarta, um ein Zusammenkommen der beiden Konfliktparteien zu erreichen. Teilnehmer war auch FALINTIL-Chef Xanana Gusmão, der zu diesem Zeitpunkt noch unter Hausarrest in Salemba, einem Stadtteil von Jakarta, stand. Erstmals seit 1975 traf er bei dieser Gelegenheit wieder mit seinem Mitstreiter José Ramos-Horta zusammen. Auch andere Unabhängigkeitsaktivisten konnten zu dem Treffen aus ihrem Exil im Ausland anreisen. Trotz einer „herzlichen Atmosphäre“ beschlossen die Teilnehmer des Treffens keinen Plan zur Verminderung der Feindseligkeiten zwischen den beiden Seiten. Eine Reihe von Angriffen durch Milizen folgte bereits kurz nach dem Dare-II-Treffen.

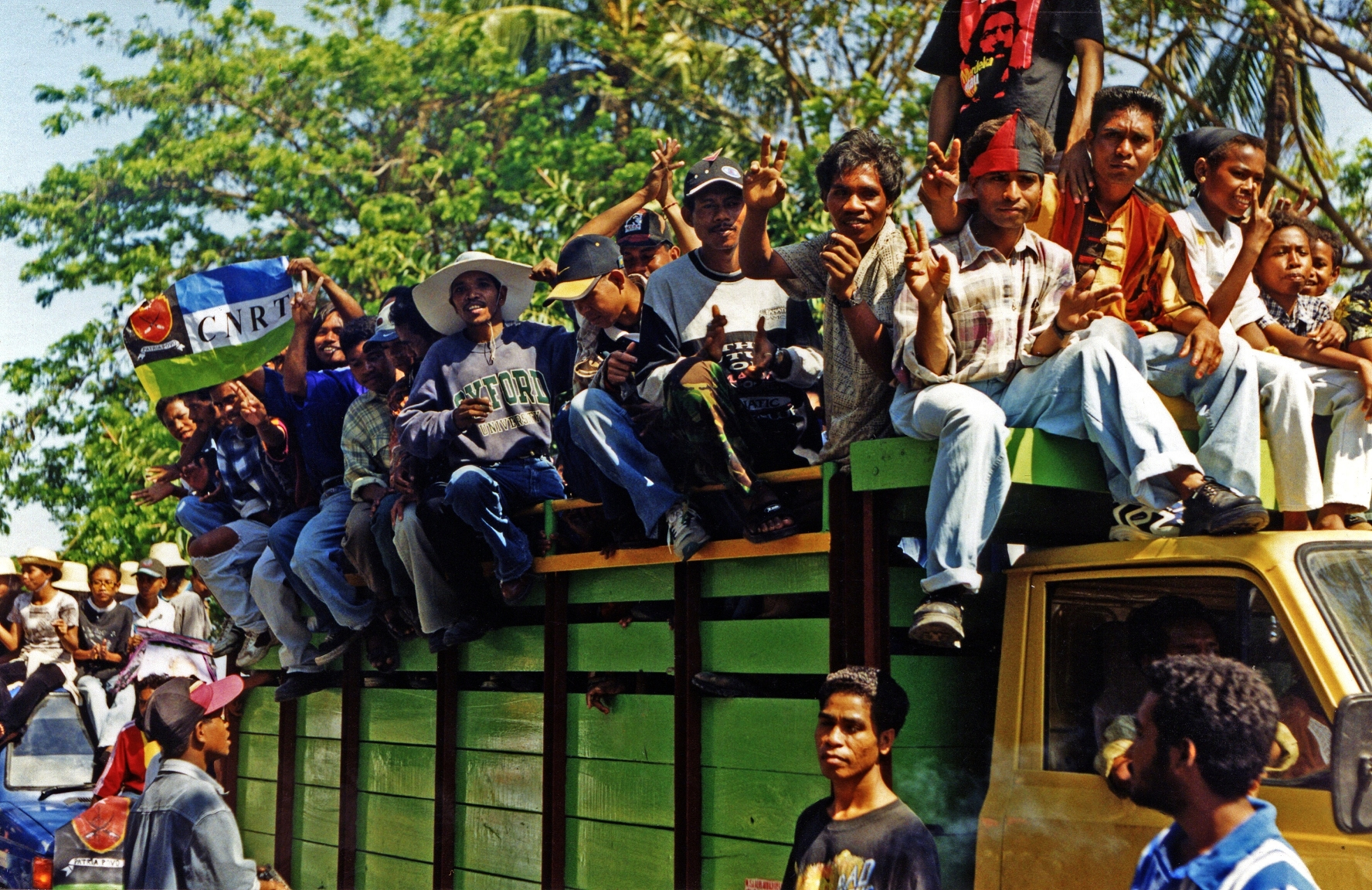
CNRT-Wahlkampfveranstaltung am 25. August 1999 in Dili

Aufgrund der angespannten Sicherheitslage lief die Wählerregistrierung drei Tage später als geplant, vom 16. Juli bis 5. August. Zum Referendum zugelassen war, wer mindestens 17 Jahre alt war, in Osttimor geboren oder einen Elternteil hatte, der dort geboren wurde. Ebenfalls wahlberechtigt waren deren Ehepartner. Innerhalb von 22 Tagen erfasste man 451.792 Wähler, sowohl in Osttimor als auch in Übersee. Auch der geplante Abstimmungstermin vom 8. August musste auf den 30. August verschoben werden. Der Zeitplan war sehr eng, da die indonesische Beratende Volksversammlung im September zusammenkommen würde und nur diese die Legitimation hatte, das Ergebnis des Referendums in indonesisches Recht umzusetzen. Indonesien schuf zur Vorbereitung die Task Force für die Durchführung des Volkskonsultation in Osttimor (indonesisch Satuan Tugas Pelaksanaan Penentuan Pendapat di Timor Timur,Satgas P3TT), die dem Ministerium für die Koordination politischer Angelegenheiten und Sicherheit unterstellt war. Als Vertreter des Militärs fungierte Generalmajor Zacky Anwar Makarim, der während des Referendums höchste Offizier in Osttimor. Die Task Force diente als Verbindung mit der UNAMET. Fast täglich fanden Treffen mit Vertretern der beiden Organisationen statt. Die auf Basis des Abkommens vom 5. Mai geschaffene unabhängige Wahlkommission traf kurz nach Beginn der Wählerregistrierung in Dili ein. Sie bestand aus drei anerkannten internationalen Experten, die vom UN-Generalsekretär ernannt worden waren. Vorsitzender war Johann Kriegler, Mitglied der Wahlkommission Südafrikas. Beisitzer waren Pat Bradley, leitender Wahlbeamter für Nordirland und Bong-Suk Sohn, Kommissar der nationalen Wahlkommission Südkoreas.
In der Weltöffentlichkeit fand das Referendum hohes Interesse. Etwa 600 Journalisten wurden bei der UNAMET akkreditiert. Die Vereinigten Staaten schufen in Dili einen konsularischen Ableger der Botschaft in Jakarta und eine Delegation des US-Kongresses besuchte Osttimor im August. Australien eröffnete in Dili ein personell sehr gut ausgestattetes Konsulat. Portugal und Indonesien entsandten beide Beobachterteams mit insgesamt 50 Mitgliedern, die bis zum Wahltag ganz Osttimor durchreisten. Die UNAMET akkreditierte weitere 2000 Beobachter, die sich zu einem Verhaltenskodex verpflichteten, der sie zu neutralem Verhalten anhielt. Fast 500 Beobachter reisten mit Regierungsdelegationen aus Australien, Brasilien, Kanada, Chile, Irland, Neuseeland und Spanien sowie der Europäischen Union an. Anwesend war auch eine große Zahl von Vertretern internationaler Nichtregierungsorganisationen in Zusammenarbeit mit kirchlichen Hilfswerken, darunter zum Beispiel zehn Wahlbeobachter der deutschen Menschenrechtsorganisation Watch Indonesia!; auch aus Indonesien und Osttimor selbst kamen Vertreter. Aus den beiden betroffenen Ländern akkreditierte die UNAMET rund 1700 Beobachter aus Nichtregierungsorganisationen. Viele kamen aus Studentenorganisationen oder waren politische Aktivisten, mussten aber ebenso die Neutralitätsverpflichtung unterzeichnen. Das Carter Center und die International Federation for East Timor (IFET) hatten Beobachterteams auf Distriktebene. Seit der Besetzung Osttimors durch Indonesien 1975 hatte es nie eine solch intensive internationale Beobachtung gegeben. Neben den neutralen Beobachtern ließ die UNAMET auch sogenannte „party agents“ zu, akkreditierte Beobachter des CNRT und der Dachorganisation der Milizen, der Vereinigten Front für Osttimor (UNIF). Sie durften bei der Abstimmung und der Stimmauszählung anwesend sein.

## Wahlkampf

### Unabhängigkeitsbewegung

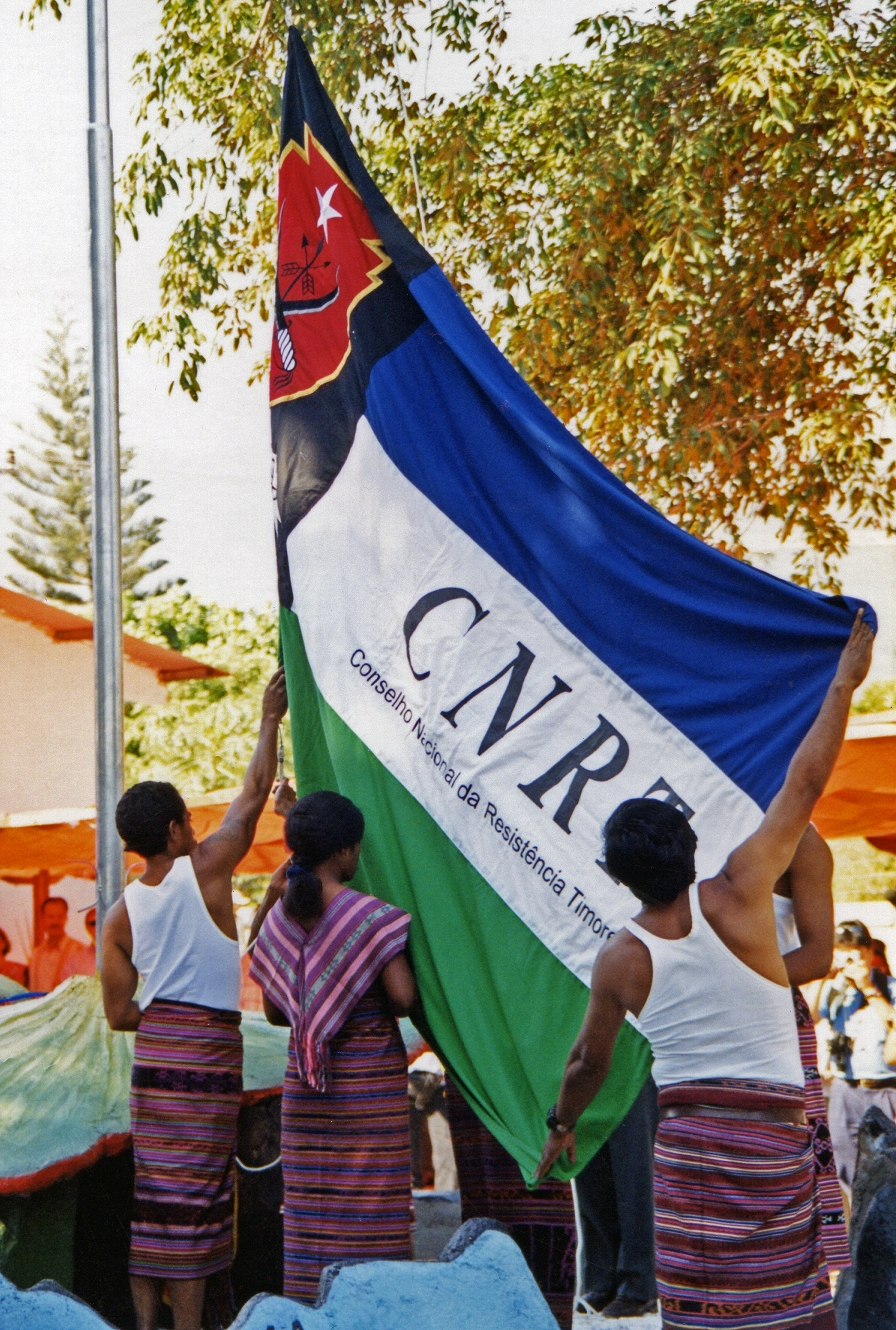
Flaggenzeremonie des CNRT bei der Wahlkampfveranstaltung

Die offizielle Wahlkampfzeit wurde auf die Zeit zwischen dem 14. und dem 26. August festgelegt. Zusammen mit der UNAMET wurden landesweit Zeitpläne erstellt, um die Veranstaltungen der beiden Seiten zu koordinieren und so Zusammenstöße zu vermeiden.
Zwischen April und Juni 1999 brachen 850 osttimoresische Studenten ihr Studium in Indonesien ab und kehrten nach Osttimor zurück, um in der Kampagne für die Unabhängigkeit zu arbeiten. Mariano Sabino Lopes von der IMPETTU erhielt vom CNRT die Verantwortung für politische Mobilisation und Fernando de Araújo von der RENETIL für Sozialkommunikation.
Am 20. Juli berichtete Kofi Annan dem Weltsicherheitsrat, dass Milizen weiterhin Osttimoresen aus ihrem Heim vertrieben. Daher seien Sicherheit und Freiheit nicht gewährleistet. Es werde eindeutig versucht, das Ergebnis des Referendums zu beeinflussen. Aktivitäten des CNRT würden eingeschränkt, und der Zugriff auf unabhängige Medien sei für die Osttimoresen beschränkt, während die Pro-Autonomie-Kampagne bereits vor dem vereinbarten Zeitkorridor begonnen habe. Beamte würden ihre Büros und Budgets nutzen, um für die Autonomielösung zu werben. Außerdem würden Verwaltungsangestellte zu Gunsten der Autonomielösung unter Druck gesetzt.
Die Führung des CNRT entschied sich für eine Kampagne auf kleinem Niveau. Zum einen geschah dies wegen der Bedrohungslage durch die Milizen, zum anderen, weil man sich sicher war, dass 24 Jahre Besatzung den osttimoresischen Nationalismus ohnehin gestärkt hätten. Man konzentrierte sich daher mehr auf das Ziel der Aussöhnung innerhalb Osttimors, um ein stabiles und friedliches Umfeld für die Abstimmung zu schaffen. Im März 1999 forderte Xanana Gusmão die osttimoresischen Studenten auf, die treibende Kraft der Kampagne zu werden, da es für den CNRT selbst zu gefährlich erschien. Im April zerstörten Milizen das CNRT-Büro in Dili, die CNRT-Führung vor Ort musste untertauchen. Etwa 800 osttimoresische Studenten kehrten von indonesischen Universitäten nach Osttimor zurück, um die Kampagne der Unabhängigkeitsbefürworter zu unterstützen. 14 Jugend-Untergrundbewegungen schlossen sich im Presidium Juventude Lorico Asuwain Timor Lorosa’e zusammen. Eine Ausnahme bildeten die Mitglieder des East Timor Students’ Solidarity Council (ETSSC), die sich vom CNRT und seinen Vertretern der Politikergeneration von 1975 abgrenzen wollten. Im Alltag arbeitete man aber an der Basis eng zusammen. Später bekanntgewordene Unterlagen belegen, dass CNRT, ETSSC und OJETIL vom indonesischen Militär im Einsatzplan für das Referendum als „feindliche Kräfte“ geführt wurden.
Die Studenten kehrten in ihre Heimatdörfer zurück oder gingen nach Dili. Sie konzentrierten sich auf Informationskampagnen und das Bekanntmachen der Symbole des CNRT, die als Zeichen für die Unabhängigkeit im Referendum verwendet werden sollten. Die Aktivisten verteilten Fotokopien, da lokale Druckereien sich scheuten, das Risiko einzugehen, Material für die Unabhängigkeitsbefürworter zu drucken. Mit Matebian Lian (deutsch Die Stimme des Matebian) etablierten die Unabhängigkeitsbefürworter auch ein Radioprogramm, das allerdings im Untergrund arbeiten musste. Am 20. Mai töteten Mitglieder der Aitarak-Miliz in Hera zwei Studenten des ETSSC. An dem Mord sollen auch Soldaten der indonesischen Armee beteiligt gewesen sein. In Cova Lima brachten Laksaur-Milizionäre zwei weitere Studenten um. Der CNRT ordnete ausdrücklich an, dass die Studenten nicht auf die Gewalt der Milizen reagieren durften. Man wollte jegliche Eskalation vermeiden, damit die indonesische Armee nicht behaupten könne, dass in Osttimor Bürgerkrieg herrsche, den man als Armee befrieden wolle.
Die CNRT-Delegation zum Dare-II-Treffen kam mit Gusmão vom 1. bis 4. Juli in dem Haus zusammen, in dem er seinen Hausarrest verbrachte. Man stellte ein eigenes Kampagnenteam auf, die Kommission für Planung und Koordination der Kampagne (portugiesisch Comissão de Planeamento e Coordenação de Campanha CPCC). Der CNRT blieb bei der kleingehaltenen Kampagne, die sich auf einen Tür-zu-Tür-Wahlkampf und die Veröffentlichung der CNRT-Symbole beschränkte sowie das Ziel, eine nationale Einheit und Stabilität zu erreichen. Die Flagge des CNRT (eine Ableitung von der Flagge der FALINTIL-Guerilla) war erst kurz zuvor das erste Mal öffentlich in Osttimor gesetzt worden und noch nicht allen Osttimoresen bekannt. Der CPCC begann mit der Veröffentlichung einer Flugblattzeitung. Jeden zweiten Tag wurden 1300 Exemplare der Vox Populi verteilt. Dazu kam ein Radioprogramm unter demselben Namen. Die Macher kamen aus der RENETIL.
In den Distrikten Bobonaro, Ermera und Liquiçá konnte der CNRT aufgrund der Bedrohungen keine Büros eröffnen. Andere wurden schnell Ziel von Gewalt und zur Schließung gezwungen, so in Dili am 17. August, Manatuto am 19. August und Ainaro. Vor allem in der Zeit vom 14. bis 16. August kam es zu Morden an Unabhängigkeitsbefürwortern, weswegen der CNRT am 19. August schließlich seine Wahlkampfaktivitäten in den Distrikten einstellte. Ein Distrikt, der mit am schlimmsten von der Gewalt durch Militär und Milizen betroffen war, war Bobonaro. Die offizielle CNRT-Kampagne dauerte nur einen Tag, da die CNRT-Vertreter untertauchen mussten. Das Büro des ETSSC wurde am 18. August angegriffen, einen Tag nach seiner offiziellen Eröffnung. Die Haus-zu-Haus-Kampagne konnte nur in zwei Subdistrikten durchgeführt werden. In Lolotoe, wo 29 Studenten und Jugendliche aus verschiedenen Organisationen fast einen Monat Wähleraufklärung betrieben, wurden vier Aktivisten ermordet. In Balibo, wo die Gewalt besonders schlimm war, schmuggelten sympathisierende UNAMET-Fahrer und Bäuerinnen Wahlkampfmaterial in die Dörfer. Insgesamt starben alleine in Bobonaro während der einmonatigen Kampagne zweiundsechzig Jugendliche und Studenten. Am 25. August führte der CNRT seine einzige große Wahlkampfveranstaltung in Dili durch, während die Pro-Autonomie-Bewegung mehrere große Wahlkampfveranstaltungen abgehalten hatte. Die CNRT-Veranstaltung mit Tausenden Teilnehmern verlief friedlich.

### Pro-Autonomie-Bewegung

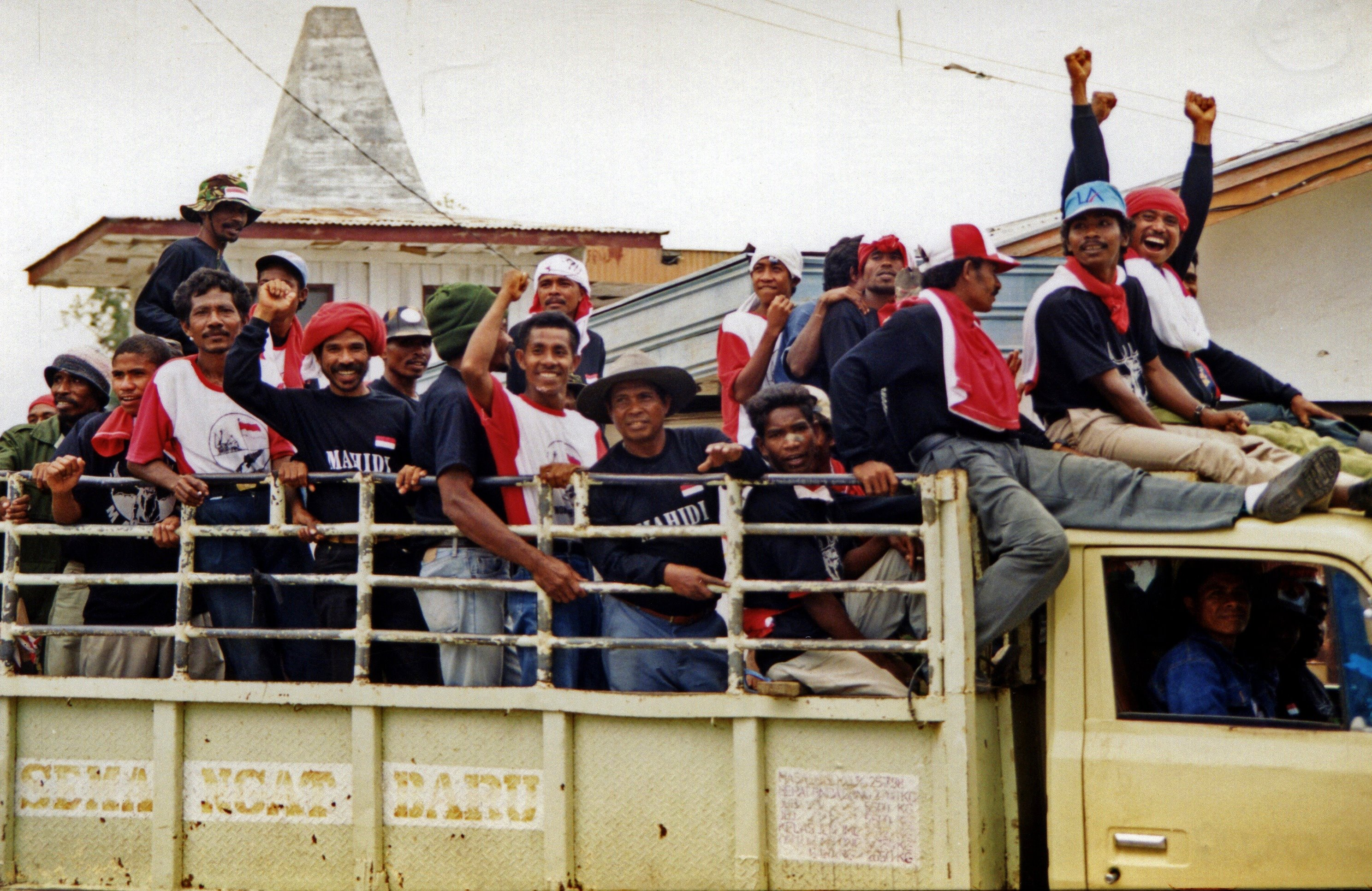
Wahlkampfveranstaltung der pro-indonesischen Mahidi-Miliz 1999

Den politischen Arm für die Pro-Autonomie-Bewegung bildete eine Reihe Anfang 1999 gegründeter Organisationen. Am 27. Januar 1999 wurde das Forum für Einheit, Demokratie und Gerechtigkeit (indonesisch Forum Persatuan, Demokrasi dan Keadlian FPDK) ins Leben gerufen. Die Führung übernahm Domingos Maria das Dores Soares, der Regierungspräsident (Bupati) des Distrikts Dili. Im April wurde außerdem die Volksfront Osttimor (indonesisch Barisan Rakyat Timor Timur BRTT) mit Francisco Lopes da Cruz als Chef gegründet. Die am 23. Juni als Dachorganisation errichtete Vereinigte Front für Osttimor (UNIF) versammelte unter sich FPDK, BRTT und andere pro-indonesische Gruppen. Die neue Organisation stand unter der gemeinsamen Führung von Soares, Lopez da Cruz und Armindo Soares Mariano, dem Vorsitzenden des Provinzparlaments, des Repräsentantenrates des Volkes (DPRD). João da Costa Tavares kommandierte die Milizen der UNIF, die in den „Streitkräften des Integrationskampfes“ (indonesisch Pasukan Pro-Integrasi PPI) alte Milizen und die Neugründungen von 1999 vereinigte. Die Organisationen waren eng mit der Zivilverwaltung verbunden und wurden von ihr finanziert. Routinemäßig nahmen sie an Treffen von Militär, Polizei und Regierung (Muspida) teil, obwohl sie keinen offiziellen Status hatten. In einer Kampagne verunglimpfte die FPDK die UNAMET, was in der indonesischen Öffentlichkeit und über diplomatische Kanäle weiter verbreitet wurde.
Am 11. März 1999 verfasste der Milizenführer Lafaek Saburai einen Brief an João Tavares, dem obersten Milizchef in Osttimor. Lafaek Saburai bezeichnete darin die verschiedenen Milizen in ihrem bisherigen Kampf als zu schwach, weswegen er eine „Operation Säuberung“ (indonesisch Operasi Sapu fagad, englisch Operation Clean Sweep) plane. Alle Unabhängigkeitsbefürworter sollten gefangen und eliminiert werden, nachdem pro-indonesische Osttimoresen aus der Hauptstadt Dili nach Westen in den Distrikt Bobonaro „in Sicherheit gebracht“ worden wären. Der Brief wurde öffentlich bekannt und sorgte für eine weitere Verunsicherung unter der Bevölkerung vor dem anstehenden Unabhängigkeitsreferendum in Osttimor. Experten kamen schnell zu dem Schluss, dass es konkrete Pläne der indonesischen Armee geben müsse, die als Vergeltungsmaßnahme von indonesischen Sicherheitskräften und Milizen gegen die Bevölkerung ausgeübt werden sollten, nachdem sie sich im Referendum für die Unabhängigkeit von Indonesien entschieden hat und auf diese Weise das erste Mal in die Öffentlichkeit lanciert wurden. Lafaek Saburai war bekannt für seine Beziehungen zu Generalmajor Zacky Anwar Makarim und dem Militärgeheimdienst Badan Intelijen ABRI (BIA). Allerdings war die Miliz von Lafaek Saburai relativ klein und die Bezeichnung „Operation Säuberung“ taucht später auch nicht mehr auf, weswegen es umstritten ist, inwieweit Pläne schon konkret bei der Armee existierten. Am 1. Mai selbst blieb es noch ruhig. Erstmals wurden auf diese Weise Pläne öffentlich gemacht, die als Vergeltungsmaßnahme von indonesischen Sicherheitskräften und Milizen gegen die Bevölkerung ausgeübt werden sollten, nachdem sie sich im Referendum für die Unabhängigkeit von Indonesien entschieden hat.
Entgegen dem Abkommen vom 5. Mai führte die indonesische Zivilverwaltung Osttimors eine Kampagne für die Autonomielösung, bei der sie mit Zwang und Anreizen arbeitete. Osttimoresen wurden von Aktivisten und den Milizen gezwungen, sich öffentlich zu Indonesien zu bekennen. Dies geschah sowohl auf Demonstrationen als auch durch das Setzen der Flagge Indonesiens vor Häusern von Osttimoresen. Ziel dieses Zwanges waren oft Zivilangestellte der Verwaltung. In einem Schreiben an die Beamten (Kepala Instansi Vertikal dan Otonomi) vom 28. Mai 1999 verfügte der Gouverneur, dass Beamte, die Aktivitäten gegen die indonesische Regierung ausübten, entlassen werden müssten. Außerdem finanzierte die Zivilverwaltung die Milizen und Pro-Autonomie-Kundgebungen, bei denen bewaffnete Milizionäre die Einwohner zur Anwesenheit zwangen. Im Mai forderte der indonesische Gouverneur Osttimors José Abílio Osório Soares bei den Regierungspräsidenten der Distrikte Budgetvorschläge für die „zivilen Verteidigungseinheiten“ (indonesisch Pam Swakarsa) und für „Ausgaben im Zusammenhang mit dem Autonomieplan“ an. Jeder Distrikt erhielt vom Gouverneur einen Teil des staatlichen Sozialversicherungsfonds ausgezahlt, der wahrscheinlich in Teilen aus von der Weltbank bereitgestellten Mitteln bestand, um die Pro-Autonomielösung zu propagieren.

## Die Sicherheitslage vor der Abstimmung

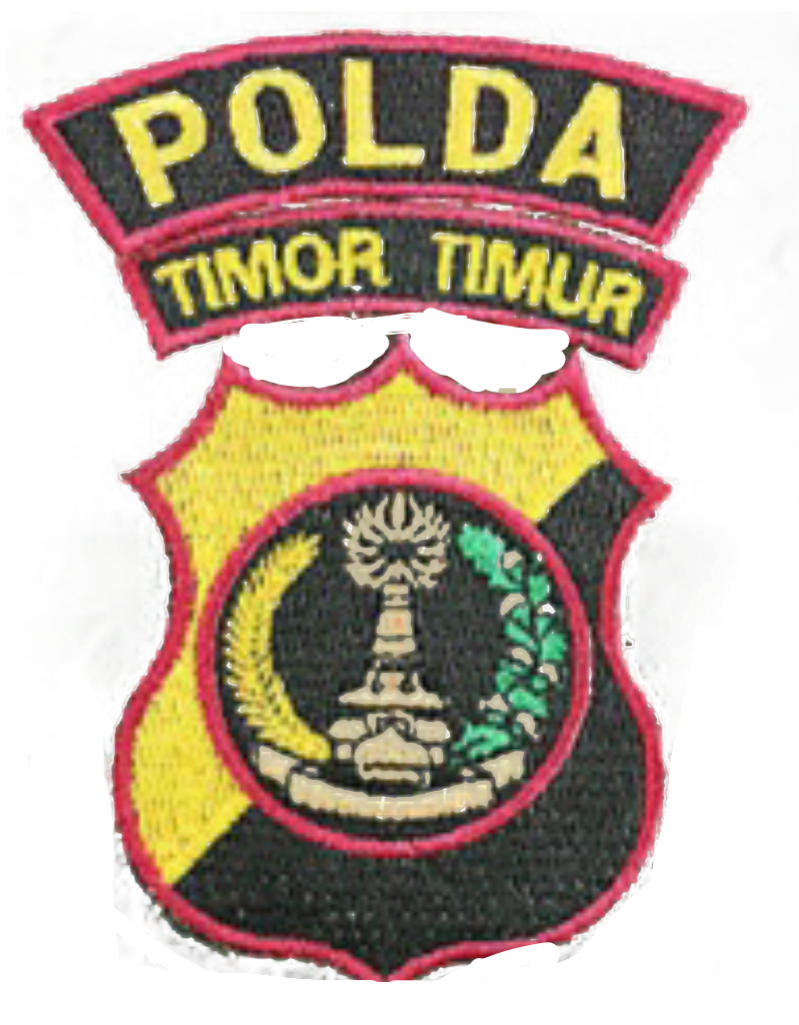
Indonesische Polizei in Osttimor

Gemäß dem Abkommen vom 5. Mai entsandten die Vereinten Nationen 300 unbewaffnete internationale Polizisten zur Unterstützung der UN-Wahlteams. Später folgten noch zusätzlich 50 militärische Verbindungsoffiziere, da man davon ausging, dass sie besser mit der TNI kommunizieren könnten. Osttimors Vertreter José Ramos-Horta blieb daher aus Protest der Unterzeichnung des Abkommens fern. Er warnte in einem Brief an Kofi Annan vor den Gefahren. Annan war sich des Problems bewusst: Vor dem Hintergrund zunehmender Beschwerden warnte er, dass er die Abstimmung absagen würde, wenn die Sicherheitslage nicht akzeptabel sein sollte. Indonesien ging darauf nicht ein.
Die Verantwortung für die öffentliche Sicherheit während des Referendums wurde im Abkommen der indonesischen Polizei übertragen. Institutionell war die Polizei gerade erst vom Militär abgetrennt worden und unterstand weiterhin General Wiranto. Die indonesische Armee sollte sich gemäß dem Abkommen „absolut neutral“ verhalten. Den Verbindungsoffizieren der UNAMET gelang es nicht, genaue Informationen über Truppenstärke und Verteilung der indonesischen Streitkräfte zu erhalten. Schätzungen gehen von etwa 15.000 Mann aus, die bis auf die Dorfebene in ganz Osttimor vertreten waren. Der Polizei erschwerte dies ihre Aufgabe, als unabhängiger Ordnungshüter aufzutreten. Auch eine Verstärkung der Polizeikräfte für das Referendum auf 8700 Mann verbesserte die Effizienz der Polizei nicht. Viele der zusätzlichen Polizisten waren Angehörige der Brimob, der Sondereinheit für Unruhen. Diese Einheit war in Osttimor für ihre Gewalttätigkeit und ihre Rolle bei zahlreichen schweren Menschenrechtsverletzungen in den 1990er-Jahren berüchtigt. Letztlich erwies sich die Polizei als unfähig oder unwillig, die Gewalt während des Referendums einzudämmen. In der Regel traf sie bei Übergriffen nicht rechtzeitig ein und konnte die Angreifer nicht festnehmen. Im Falle der Ermordung des Osttimoresen Joaquim Bernardino Guterres am 26. August waren es sogar Mitglieder der Brimob, die den Mann in Becora (Dili) erschossen, während in der Nähe Milizen randalierten.

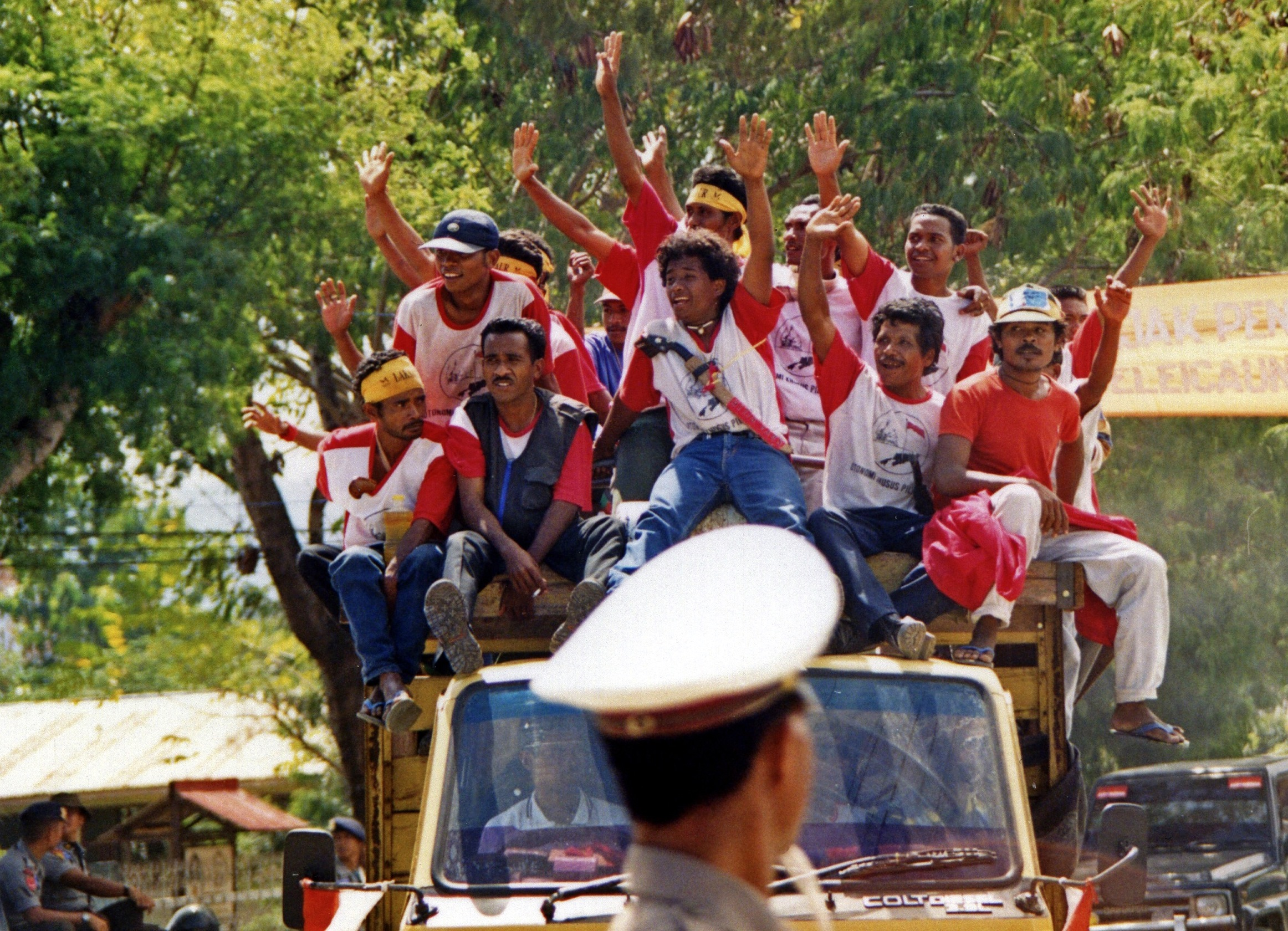
Mitglieder der pro-indonesischen Laksaur-Miliz

Wegen der zahlreichen internationalen Beobachter im Lande kamen Großangriffe durch indonesische Armee und Milizen zunächst seltener vor. Die Milizen blieben aber bewaffnet und in den Dörfern weiterhin sehr präsent. Im Abkommen vom 5. Mai bezeichnete man sie verharmlosend als zivile Schutzgruppen. Allein die Aitarak-Miliz im Distrikt Dili hatte 1521 registrierte Mitglieder. Auch die regulären Truppen wurden nicht reduziert. Nach den Massakern vom April war die Frage der Kasernierung am 21. April der Kommission für Frieden und Stabilität (KPS) unter General Wiranto überlassen worden. Sie bestand aus zwei Vertretern des CNRT beziehungsweise der FALINTIL, zwei Befürwortern der Integration und Mitgliedern des indonesischen Militärs, der Polizei und der lokalen Verwaltung. Weder die Zivilgesellschaft noch die Vereinten Nationen waren in die Arbeit der Kommission eingebunden. Die KPS erwies sich als ineffektiv, obwohl deren Mitglieder am 18. Juni eine Vereinbarung unterzeichnet hatten, in der beide Seiten erklärten, man würde auf alle Gewaltakte verzichten und alle Waffen einsammeln. Auch die Verantwortlichen für die Massaker im April wurden nicht zur Verantwortung gezogen. Das Abkommen vom 5. Mai sah dann weder für die indonesischen Kräfte noch für die osttimoresische Guerilla der FALINTIL eine Kasernierung vor.
Im Juni 1999 warnte Oberst Tono Suratman, der militärische Oberbefehlshaber der indonesischen Armee in Osttimor, in einem Interview im australischen Fernsehen:

“I want to give you this message: If the pro-independence side wins, it is not going to be just the government of Indonesia that has to deal with what follows. The UN and Australia are also going to have to solve the problem and well, if this does happen, then there'll be no winners. Everything is going to be destroyed. East Timor won't exist as it does now. It’ll be much worse than 23 years ago.”

„Ich möchte Ihnen diese Mitteilung machen: Wenn die Seite der Unabhängigkeitsbefürworter gewinnt, wird nicht nur die Regierung Indonesiens mit den Folgen umgehen müssen. Die Vereinten Nationen und Australien werden ebenfalls das Problem lösen müssen und wenn das geschieht, dann wird es keine Sieger geben. Alles wird zerstört werden. Osttimor wird nicht mehr in der Form wie heute existieren. Es wird viel schlimmer sein als vor 23 Jahren.“

Gleichzeitig betonte Suratman, dass die indonesischen Sicherheitskräfte ihre Verantwortung zur Erhaltung von Ruhe und Ordnung ernst nähmen, die verfügbare Zeit aber „nach 23 Jahren oder mehr innertimoresischer Gewalt“ zu kurz gewesen sei. Während der gesamten Wahlkampfzeit bestand das indonesische Militär darauf, dass die bewaffneten Milizen nur eine Antwort auf die FALINTIL seien. Die eigene Rolle bei der Gewalt ignorierte das Militär. Die UNAMET konnte aber nur zwei Vorfälle registrieren, bei denen Unabhängigkeitsbefürworter die Verantwortung trugen. Am 12. Juli tötete einer von ihnen einen Pro-Integrations-Anhänger, und ein Mitglied der Aitarak-Miliz wurde am 29. August in Becora umgebracht. Xanana Gusmão forderte eine Reduzierung der indonesischen Truppen in Osttimor und ihre Kasernierung, während General Wiranto die Entwaffnung der FALINTIL verlangte.
Am 29. Juni griff die Miliz Dadarus Merah Putih (DMP) das UNAMET-Büro in Maliana an, und am 4. Juli die Besi Merah Putih (BMP) einen Hilfskonvoi zwischen Liquiçá und Dili, obwohl Polizisten ihn schützten. Das Klima der Angst vertrieb bis Juni bereits 40.000 Menschen aus ihren Häusern. Bis Mitte Juli stieg die Zahl auf 60.000. Manche von ihnen waren Unabhängigkeitsaktivisten, die zum Ziel von Angriffen in ihren Heimatdörfern geworden waren, aber viele waren einfache Menschen, die vor Gewalt und Einschüchterungen flohen. In den größeren Ortschaften Osttimors und in Westtimor suchten sie Schutz. Analysen der Vereinten Nationen kamen zu dem Schluss, dass die bewusst ausgelöste Massenflucht auch dazu dienen sollte, „den Eindruck zu erwecken, dass es eine große Unzufriedenheit betreffs des Referendums gäbe“, falls dieses zugunsten der Unabhängigkeit ausfallen sollte. Nach Erkenntnissen des australischen Nachrichtendienstes DIO hofften die indonesischen Verantwortlichen, dass die Beratende Volksversammlung das Ergebnis dann zurückweisen würde. Um das Referendum zu schützen, wies die Informationskampagne der UNAMET auf die geheime Stimmabgabe und auch darauf hin, dass die Vereinten Nationen auch nach dem Wahltag vor Ort bleiben würden.
Am 7. Juli flog der UN-Sonderbeauftragte Ian Martin nach Jakarta, um der Regierung mitzuteilen, dass den Vereinten Nationen die Verbindungen zwischen Militär und Milizen bekannt seien. Der diplomatische Druck brachte Indonesien dazu, die Sicherheitslage zu verbessern. Am 12. Juli besuchte die indonesische Task Force zusammen mit General Wiranto Osttimor. Die Gewalt nahm in den folgenden Tagen ab. Oberst Suratman, der weiterhin Drohungen gegen die Unabhängigkeitsbewegung ausstieß, wurde auf Druck der UNAMET am 13. August 1999 als Oberbefehlshaber abgelöst. Er wurde jedoch zum Brigadegeneral befördert und zum stellvertretenden Sprecher des TNI-Hauptquartiers ernannt. Suratmans Nachfolger wurde Oberst Noer Muis.
Obwohl es von Indonesien bei der Frage der Zahl der Sicherheitskräfte in Osttimor kein Entgegenkommen gab, erklärte die FALINTIL sich einseitig bereit, ihre Kämpfer in Lagern unter internationale Überwachung zu stellen. Die Widerstandsbewegung versuchte damit zu belegen, dass man nicht die Quelle der Gewalt sei, und wollte das indonesische Militär so zu einer Gegenleistung bewegen. Am 12. August hatten sich alle 670 FALINTIL-Kämpfer in den Camps eingefunden, aber weder zog sich die Armee in die Kasernen zurück noch wurden die Milizen entwaffnet. Zwar übergaben Milizionäre in Zeremonien in vier Distrikten zwischen dem 16. und 19. August einige Waffen der UNAMET, aber diese stellte fest, dass die Menge nur einen Teil der Gesamtwaffen der Milizen darstellte.

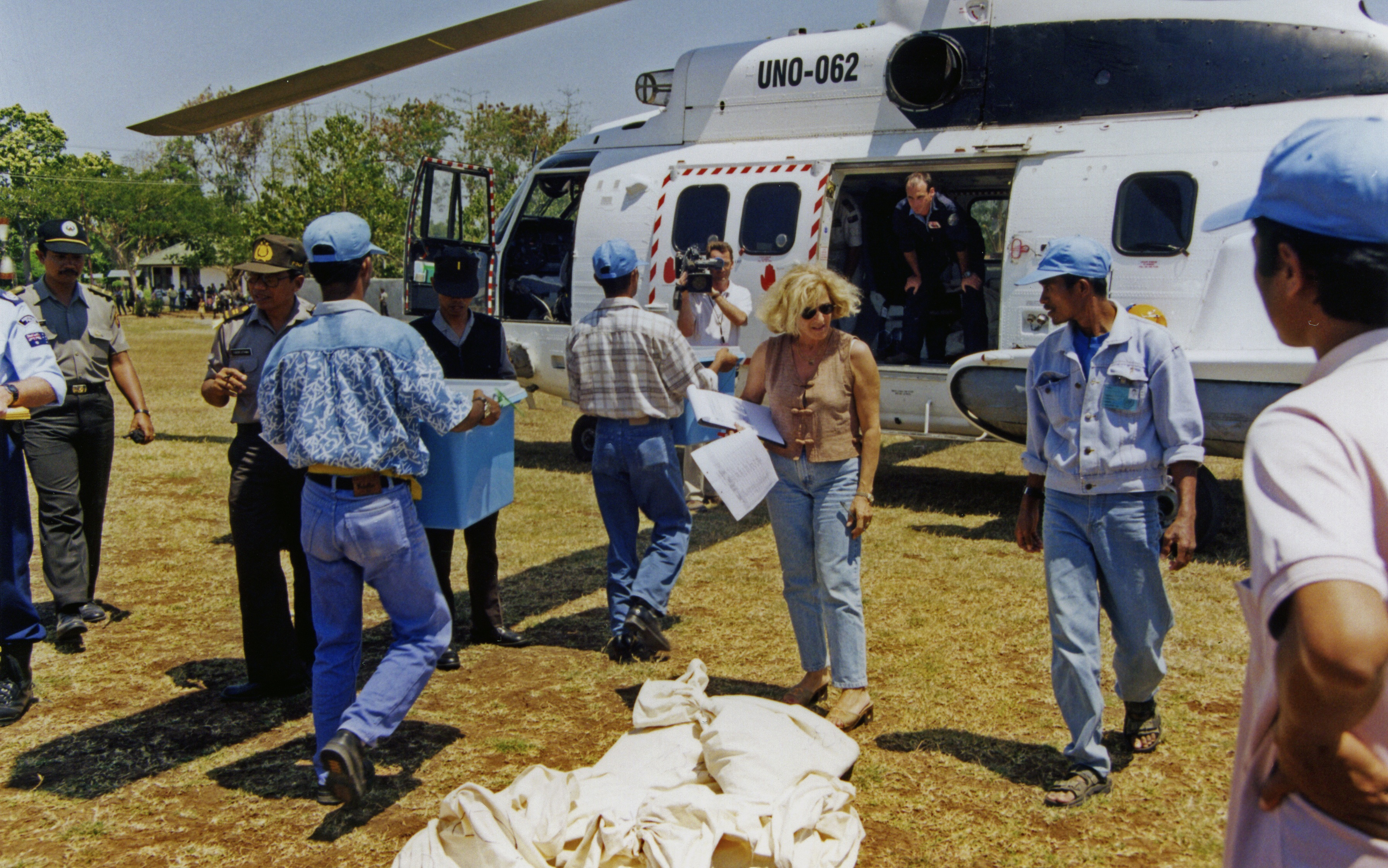
Stimmzettel werden für den Transport in einen Hubschrauber geladen

Am 18. August wurde eine Delegation des US-Kongresses Zeuge von Gewalt in Suai. Generalmajor Makarim, der offensichtlich neben seiner Aufgabe in der Task Force auch die Aktionen der Milizen leitete, wurde daraufhin abberufen, ebenso wie die indonesischen Befehlshaber für Cova Lima und Bobonaro. Die Exzesse des Militärs wurden dadurch nicht gebremst. Am 20. August wurde in Suai erneut eine Veranstaltung der Unabhängigkeitsbefürworter von Milizen angegriffen, in Manatuto bedrohten Milizen gar UN-Mitarbeiter.
Am 24. August zitierte Generalsekretär Kofi Annan aus einer Erklärung der unabhängigen Wahlkommission, dass die Wahlkampfzeit niemals „frei von Einschüchterung, Gewalt oder Einmischung (wie im Abkommen vom 5. Mai gefordert)“ gewesen sei.
Während es bei der CNRT-Abschlussveranstaltung am 25. August in Dili friedlich blieb, kam es am nächsten Tag, dem letzten Tag der Wahlkampfzeit, beim letzten Aufmarsch der Autonomiebefürworter zu chaotischen Zuständen in Dili. Neben dem von der Brimob erschossenen Joaquim Bernardino Guterres wurden sieben weitere Menschen getötet. In der Nacht wurden die Büros des CNRT und der RENETIL niedergebrannt.
Versuche bei binationalen Treffen zwischen Militärs aus Australien und Indonesien, die bekanntgewordenen Aktivitäten der indonesischen Armee in Osttimor anzusprechen, fanden kein Gehör bei der australischen Regierung: Man würde dadurch die guten Beziehungen zu den indonesischen Streitkräften gefährden. UN-Generalsekretär Annan, dem die australischen Geheimdienstberichte bekannt waren, bat Australien im Geheimen, sich für den schlimmsten Fall vorzubereiten. Australien versetzte daraufhin 2000 Soldaten in Darwin, das Osttimor am nächsten liegt, in Alarmbereitschaft. Noch am 28. August lehnte der indonesische Außenminister Ali Alatas weiter die Entsendung von Friedenstruppen nach Osttimor.

## Stimmabgabe
Am 30. August, dem Tag der Abstimmung, bildeten sich schon bei Sonnenaufgang in ganz Osttimor lange Schlangen vor den Wahllokalen. Bei Sonnenaufgang waren es bereits 50 Prozent der Stimmberechtigten, die geduldig warteten. Viele der Wähler trugen zur Feier des Tages ihre beste Kleidung. Die Abstimmungszeit lief von 6:30 Uhr am Morgen bis 16:00 Uhr, doch an den meisten Orten waren bereits am frühen Nachmittag alle Stimmen abgegeben worden. Wer seine Stimme abgegeben hatte, ging schnell wieder nach Hause. Auch hier machte sich die bedrohliche Atmosphäre bemerkbar, selbst wenn die Lage meistens friedlich blieb. In Atsabe ermordeten Milizionäre allerdings zwei osttimoresische UNAMET-Mitarbeiter. In Osttimor standen 200 Wahllokale zur Verfügung (Zum Vergleich: Bei den Parlamentswahlen in Osttimor 2007 waren es 708). Fünf Wahllokale gab es für Osttimoresen in Australien und Europa. Trotz der Bedrohungslage lag die Wahlbeteiligung bei 98,6 % der registrierten Wähler.
Noch bevor ausgezählt wurde, erklärte Indonesiens Außenminister Ali Alatas, dass die Regierung die Abstimmung anerkennen würde. Er nannte sie frei, friedlich und fair. Der Sprecher der Pro-Integrationsbewegung Basilio Araújo hingegen listete 37 angebliche Verstöße von UNAMET-Mitarbeitern auf und nannte das Referendum unfair. Die Wahlkommission prüfte anderthalb Tage, vom 2. bis zum 3. September, und kam zu diesem Schluss:

“Whatever merit there might be in individual complaints regarding alleged misconduct and/or partiality on the part of the electoral staff, none of them, singly or collectively, impaired the process as such.”

„Unabhängig von der Begründetheit einzelner Beschwerden in Bezug auf mutmaßliches Fehlverhalten und/oder Befangenheit des Wahlpersonals, beeinträchtigte nichts davon, einzeln oder gemeinsam, den eigentlichen Prozess.“

## Auszählung

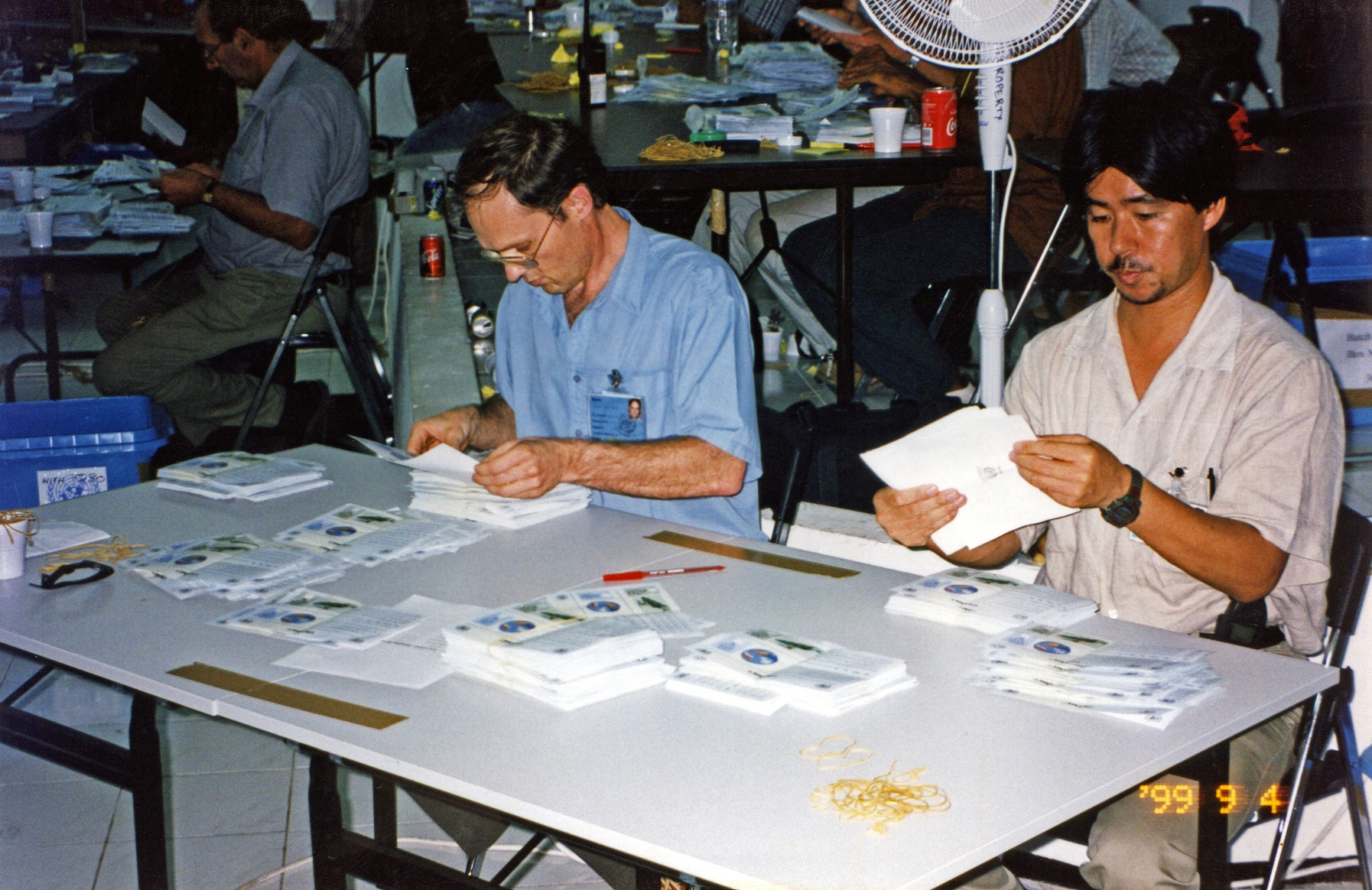
Auszählung der abgegebenen Stimmen

Die UNAMET brachte die abgegebenen Wahlscheine zur Auszählung nach Dili. Mit dieser Maßnahme sollte das Wahlgeheimnis geschützt werden. Eine regionale, auf die Distrikte bezogene Auswertung des Stimmverhaltens konnte es daher nicht geben. Am Nachmittag des 30. August brachten UNAMET-Mitarbeiter unter Beobachtung der UN-Polizei die abgegebenen Stimmzettel zu den Distrikthauptquartieren. Dort wurden sie über Nacht gelagert, von der UN-Polizei bewacht und am nächsten Tag von UNAMET-Mitarbeitern und UN-Polizei per Hubschrauber oder Autokonvoi in das Auszählungszentrum in Dili gebracht. In Maliana wurde der UN-Hubschrauber beschossen, und in Gleno und Atsabe kam es zu Gewalt und Einschüchterungsversuchen durch Milizen gegenüber den UNAMET-Teams, die die Wahlurnen transportierten.
Beobachter aus Portugal, Indonesien und anderen Ländern überwachten sowohl die Stimmabgabe in mehreren Orten als auch die Auszählung in Dili. Das Auszählzentrum befand sich im Dili-Museum im Stadtteil Comoro. UNAMET-Angehörige aus dem ganzen Land zählten ohne Unterbrechung rund um die Uhr aus. Die meisten Vertreter der namhaften Medien sowie einige internationale Beobachter verließen Osttimor noch am Tag der Stimmabgabe. Währenddessen verschärfte sich die Sicherheitslage immer mehr.
Am 1. September trafen Milizen in Dili ein und griffen Unabhängigkeitsbefürworter nahe dem UNAMET-Stützpunkt im Stadtteil Balide an. Ausländische Kameraleute filmten, wie ein Mann, der zu fliehen versuchte, von Milizionären eingefangen und zu Tode gehackt wurde. Hunderte Osttimoresen suchten im Colégio de São José neben dem UNAMET-Stützpunkt Schutz. Auch im Distrikt Ermera kam es zu weiterer Gewalt, weswegen die UNAMET ihr Personal nach Dili evakuierte. Am 2. September umzingelten Milizionäre das UNAMET-Büro in Maliana, schossen wild um sich und brannten Häuser nieder. Zwei UNAMET-Mitarbeiter wurden getötet.

## Ergebnisbekanntgabe

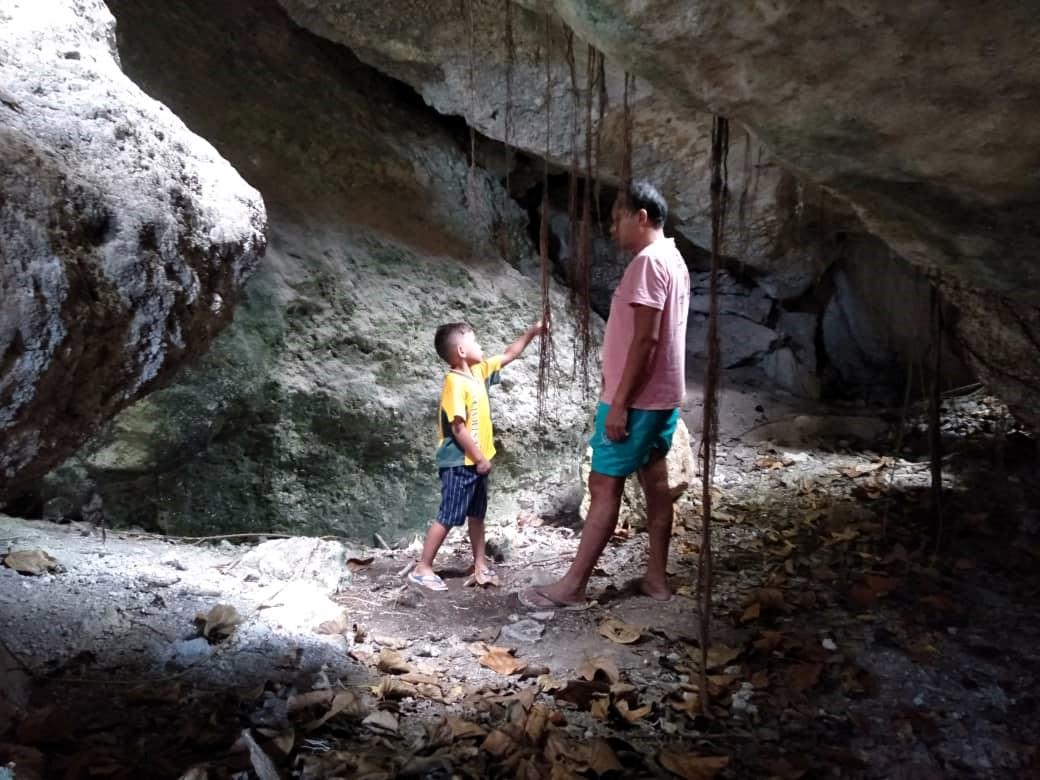
In Höhlen wie dieser in Lamegua fanden Osttimoresen Schutz vor den Milizen

Nach Rücksprache mit der Task Force gingen die Verantwortlichen der Vereinten Nationen davon aus, dass die Sicherheitslage am Tag besser unter Kontrolle gehalten werden könnte, wenn das Endergebnis des Referendums verkündet würde. Daher gaben UN-Generalsekretär Kofi Annan in New York (am 3. September abends) und UN-Sonderbeauftragter Ian Martin im Mahkota Hotel in Dili (am 4. September morgens um 9:00 Uhr) zur gleichen Zeit das Ergebnis bekannt. Eine deutliche Mehrheit von 344.580 Stimmen (78,5 %) hatte sich für die Unabhängigkeit ausgesprochen. Ihnen standen 94.388 Stimmen (21,5 %) gegenüber, die sich für die Autonomielösung entschieden hatten. Die Wahlkommission erklärte:

“The Commission was able to conclude that the popular consultation had been procedurally fair and in accordance with the New York Agreements, and consequently provided an accurate reflection of the will of the people of East Timor. There can be no doubt that the overwhelming majority of the people of this troubled land wish to separate from the Republic of Indonesia.”

„Die Kommission gelangte zu dem Schluss, dass die Volksbefragung verfahrensrechtlich einwandfrei war, im Einklang mit den New Yorker Abkommen stand und somit den Willen der Bevölkerung von Osttimor zutreffend widerspiegelte. Es besteht kein Zweifel, dass die überwiegende Mehrheit der Bevölkerung dieses unruhigen Landes sich von der Republik Indonesien trennen möchte.“

## Folgen

### Verbrannte Erde

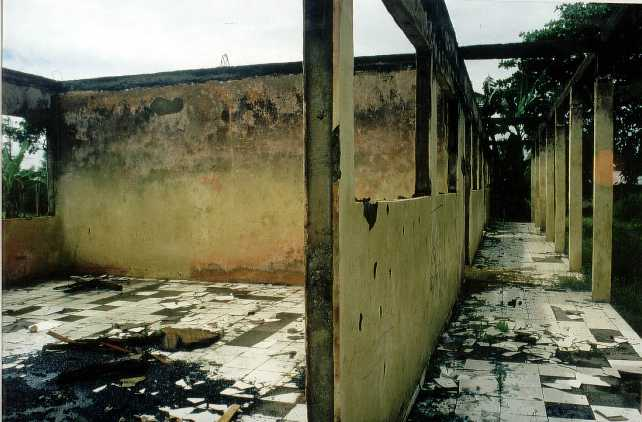
Von pro-indonesischen Milizen niedergebrannte Schule in Wecian/Dotik (2000)

Wenige Stunden nach der Bekanntgabe des Abstimmungsergebnisses startete das indonesische Militär die Operation Donner (indonesisch Operasi Guntur) zur Bestrafung der Illoyalität der Osttimoresen. Ziel war auch, den anderen Unabhängigkeitsbewegungen in Aceh, Westpapua und den Südmolukken zu zeigen, dass Unabhängigkeit nur zu einem zu hohen Preis zu bekommen sei. Die Vereinten Nationen waren im Vorfeld mehrfach von Osttimoresen darauf hingewiesen worden, dass es für den Fall einer Mehrheit für die Unabhängigkeitslösung Pläne für eine Vertreibung der Bevölkerung und die Zerstörung Osttimors gebe. Derartige Vorhaben fanden sich auch in geheimen Dokumenten der Unabhängigkeitsgegner, die der Gegenseite zugespielt worden waren. Trotz der Warnungen hatten die Vereinten Nationen für einen solchen Fall keinerlei Strategien entwickelt. Präsident Habibie warf den Vereinten Nationen vor, das Ergebnis zu früh bekannt gegeben zu haben. Es sei geplant gewesen, das Resultat bei einer gemeinsamen Pressekonferenz am 7. September zu verkünden.
Die enttäuschten Gegner der Unabhängigkeitsbewegung, die Wanra und die indonesische Armee, massakrierten in vielen Landesteilen Menschen und hinterließen nach ihrem Abzug verbrannte Erde. Die meisten der 1200 bis 1500 durch indonesisches Militär und Milizen umgebrachten Menschen wurden nach der Stimmabgabe getötet. 70 % der Bevölkerung mussten aus ihren Häusern fliehen oder wurden nach Westtimor deportiert, Häuser und Infrastruktur wurden zerstört.

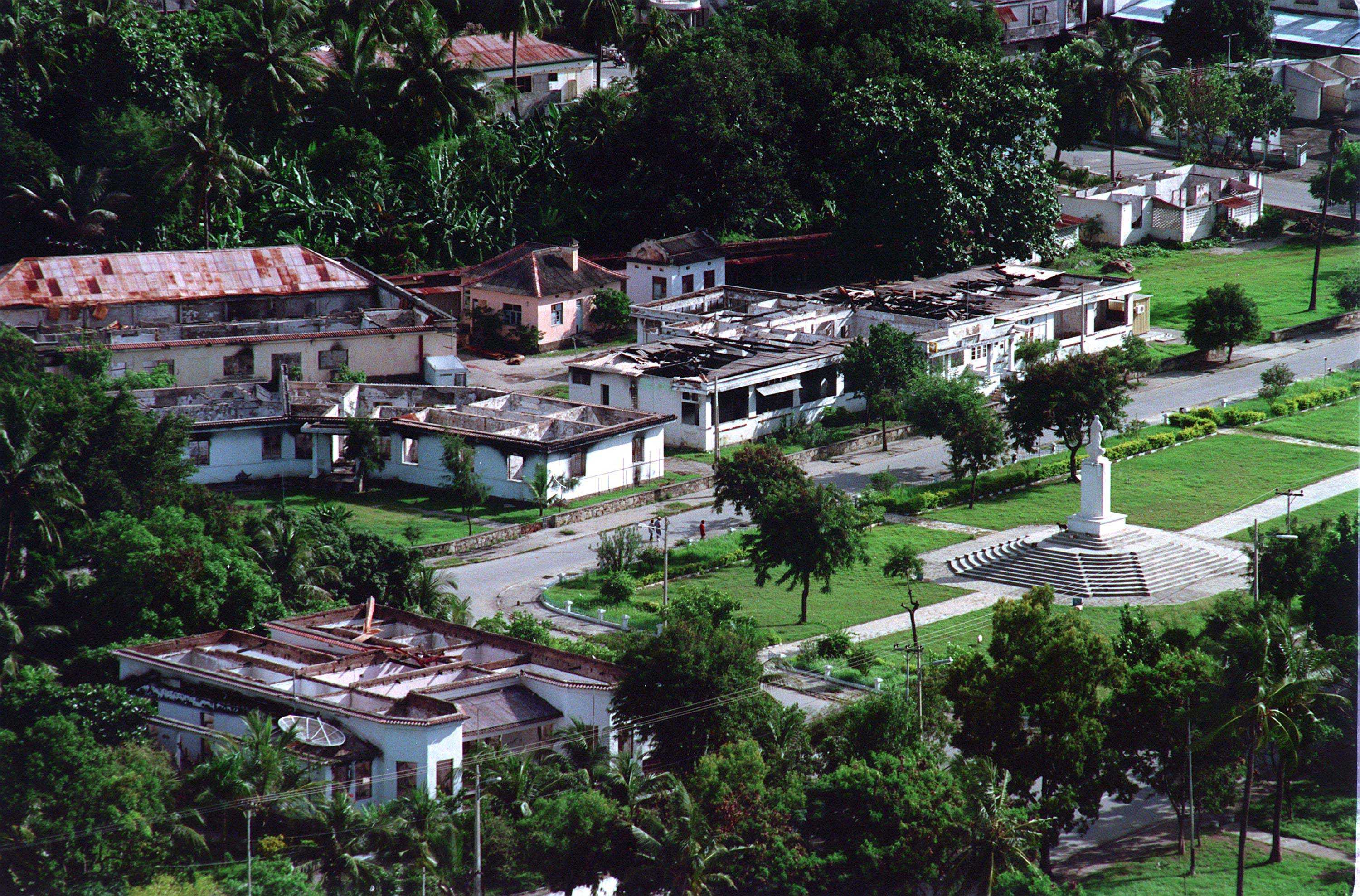
Luftbild von den Zerstörungen in Dili

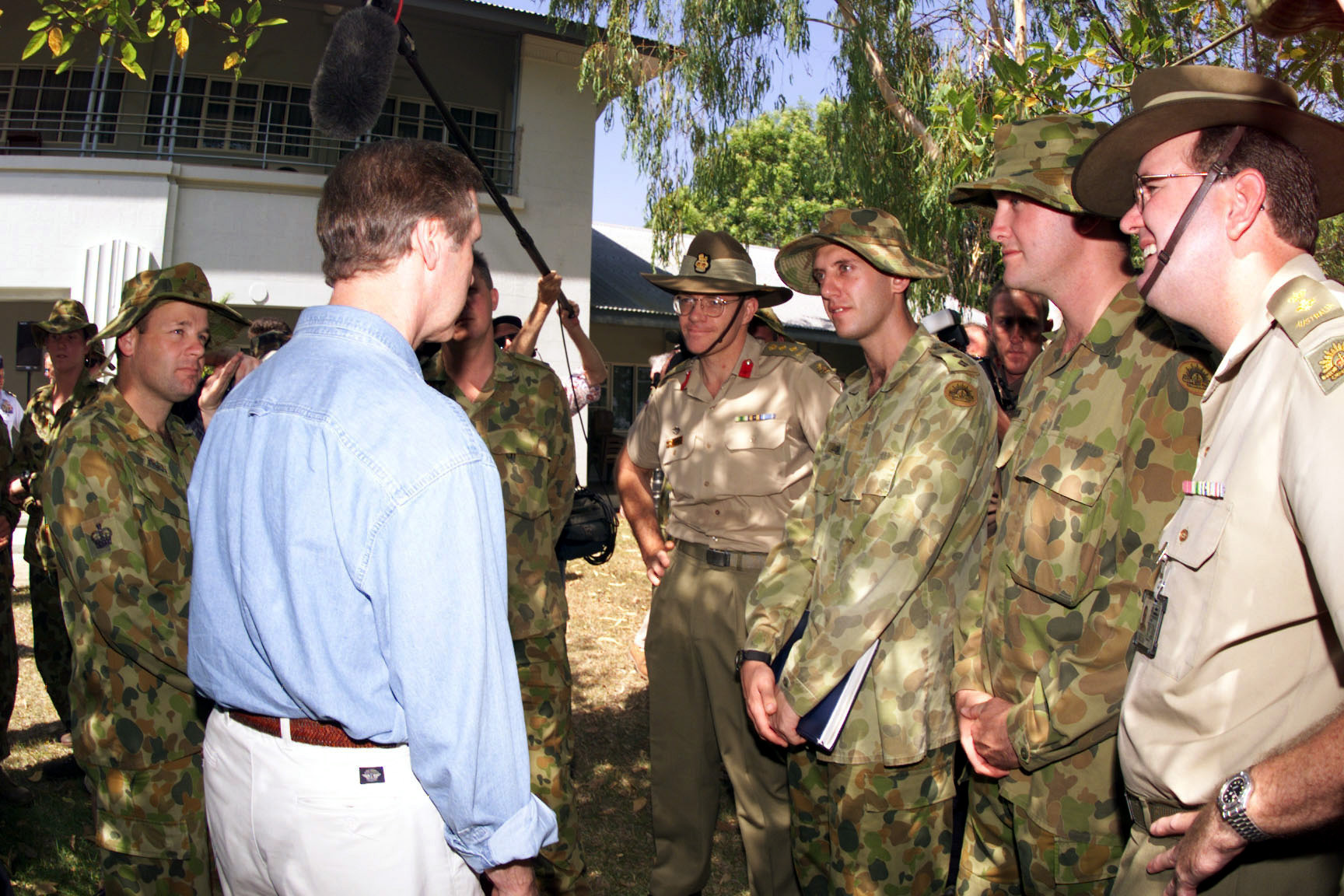
US-Verteidigungsminister William Cohen im Gespräch mit australischen Soldaten in Darwin, die nach Osttimor verlegt werden sollen (Sept. 1999)

Xanana Gusmão forderte in seiner Rede nach der Bekanntgabe des Ergebnisses zu Zurückhaltung auf:

“I appeal to all the people to hide yourselves, to not go out because the evil people who kill us, within these years still want to continue to do so, seeking to wipe out the Maubere people. I know, I have heard that Indonesian military in all places are shooting indiscriminately. I appeal that all people remain calm or leave their homes. Let them burn our homes, it doesn’t matter. Let them rob the things that individually we have sweated for, it doesn’t matter. I appeal to all the guerrillas, to commander Ruak, to all regional commanders, all my brothers and sisters to maintain your positions to not react to all of these things. We starve, we thirst, for 23 years and today I appeal, again to my dear brothers and sisters, to continue to endure. Endure the hunger. In order to save the people. Endure the thirst in order to save our country […] I appeal to the commanders of the militias – João Tavares, Câncio de Carvalho, Eurico Guterres, Joanico, Edmundo, and others as well. I appeal to all brothers and sisters to think properly. We can create a new Timor Lorosa’e in love and peace.”

„Ich appelliere an alle Menschen, sich zu verstecken und nicht hinauszugehen, weil die bösen Menschen, die uns töten, dies noch immer tun wollen, um das Volk der Maubere auszulöschen. Ich weiß, ich habe gehört, dass das indonesische Militär überall wahllos schießt. Ich appelliere, dass alle Menschen ruhig bleiben oder ihre Häuser verlassen. Lasst sie unsere Häuser verbrennen, das ist egal. Lasst sie die Dinge rauben, die jeder einzelne mit seinem Schweiß erworben hat, das ist egal. Ich appelliere an alle Guerillas, an Kommandeur Ruak, an alle regionalen Kommandeure, an alle meine Brüder und Schwestern, vor Ort zu bleiben und nicht auf all diese Dinge zu reagieren. Seit 23 Jahren hungern wir, es dürstet uns, und heute appelliere ich wieder an meine lieben Brüder und Schwestern, es weiter zu ertragen. Ertragt den Hunger, um die Menschen zu retten. Ertragt den Durst, um unser Land zu retten […] Ich appelliere an die Kommandeure der Milizen – João Tavares, Câncio de Carvalho, Eurico Guterres, Joanico, Edmundo und auch die anderen. Ich appelliere an alle Brüder und Schwestern, genau nachzudenken. Wir können ein neues Osttimor in Liebe und Frieden erschaffen.“

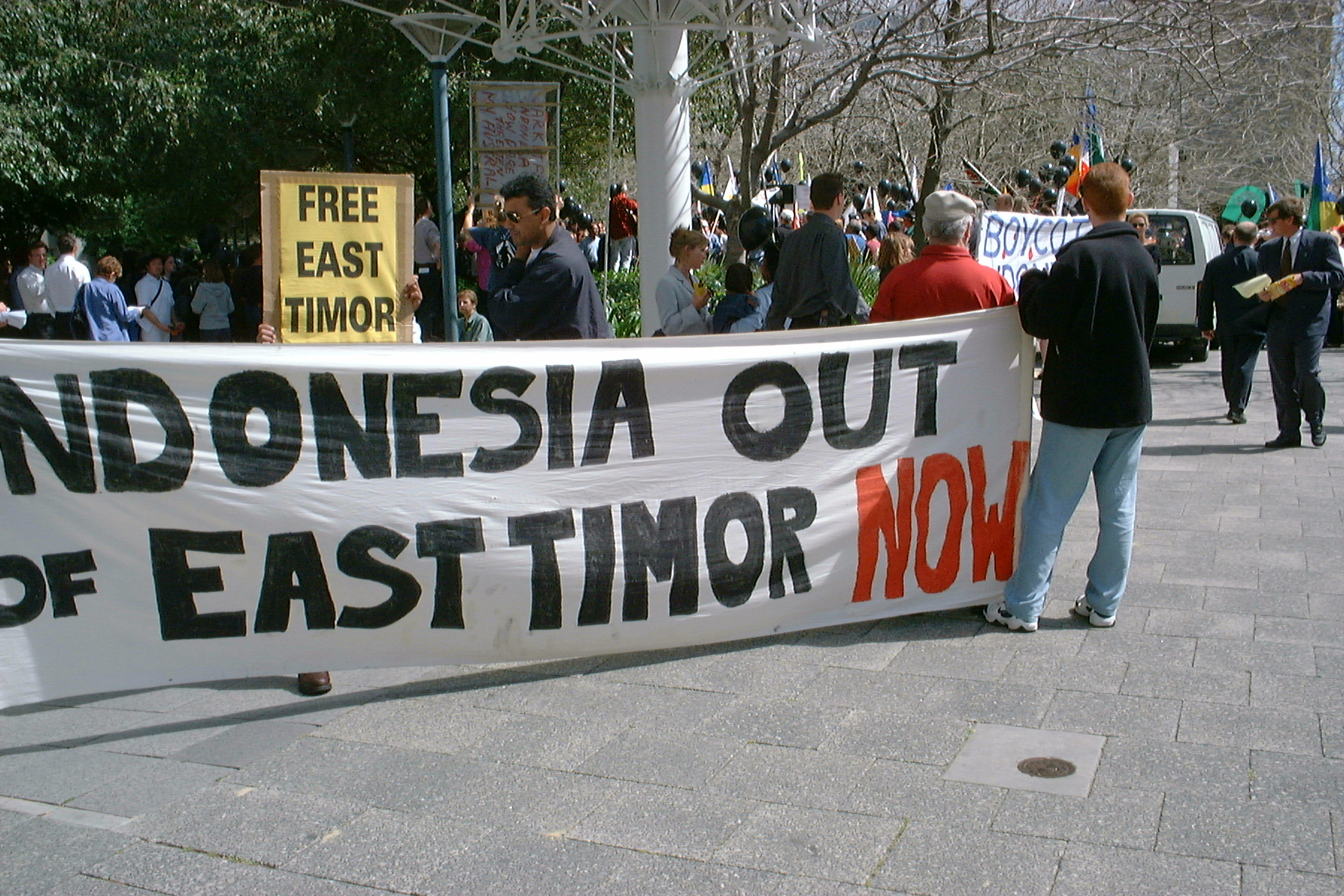
Demonstration für Osttimor im australischen Perth (10. September 1999)

Am 6. September erklärte General Wiranto den militärischen Notstand für Osttimor. In derselben Nacht verhängte Habibie mit dem Präsidialdekret Nr. 107 von 1999 das Kriegsrecht über das Gebiet. Taur Matan Ruak, nach Gusmão die Nummer zwei in der FALINTIL, erklärte am 7. September vom FALINTIL-Sammellager aus, er könne seine Leute nicht mehr davon zurückhalten, auszubrechen und ihre Familien schützen. Dies aber hätte den Bürgerkrieg ausgelöst, den die indonesische Militärführung wollte, um eine internationale Intervention zu verhindern. Australien ergriff nun die Initiative und drängte die USA massiv dazu, in den Konflikt einzugreifen. Diese erhöhten ihrerseits den Druck auf die indonesische Regierung. Man drohte wichtige Darlehen der Weltbank und des Internationalen Währungsfonds an Indonesien zurückzuziehen, sofern sich die indonesischen Streitkräfte nicht aus Osttimor zurückziehen und garantierte Australien und der internationalen Eingreiftruppe militärische Rückendeckung.

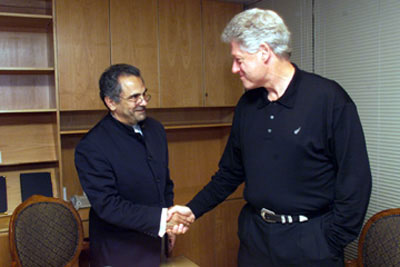
Außenbeauftragter José Ramos-Horta und US-Präsident Bill Clinton bei einem Treffen am 13. September 1999

Habibie und sein Kabinett gaben schließlich am 12. September dem Druck nach und erklärten sich bereit, Friedenstruppen in Osttimor zuzulassen. Armeechef Wiranto hatte noch zwei Tage zuvor für diesen Fall mit einem Staatsstreich gedroht. Am 15. September verabschiedete der Sicherheitsrat der Vereinten Nationen die Resolution 1264, mit der die Entsendung der internationalen Eingreiftruppe ermöglicht wurde.
Australische Kabinettsunterlagen, die 2019 vom Nationalarchiv zur öffentlichen Verwendung freigegeben wurden, belegen, dass Australien sich schon früh auf einen möglichen Militäreinsatz vorbereitet hatte. Bereits am 9. Februar 1999 hatte das Regierungskabinett entschieden eine zweite Armeebrigade auf eine Einsatzbereitschaft binnen 28 Tagen zu setzen, „um sicherzustellen, dass die Regierung die Möglichkeit hat, auf die vielfältigen Anforderungen zu reagieren, die an unsere Region gestellt werden könnten.“ Eine Anfrage der Vereinten Nationen vom 17. Juni für den Einsatz australischer Truppen im Kosovo lehnte die australische Regierung mit dem Hinweis auf die Situation in Osttimor, Bougainville und anderen Orten ab. Ob die sich verschlechternde Sicherheitslage in Osttimor Thema des australischen Kabinetts war, wird in den Dokumenten nicht erwähnt. Auch nicht, ob man gegebenenfalls eine Militärintervention durchgeführt hätte, auch wenn es plausibel scheint.
Am 20. September landeten die ersten australischen Einheiten der internationalen Truppe INTERFET auf dem Flughafen Dili. 22 Staaten beteiligten sich an der Aufgabe, das Land zu befrieden, darunter auch Deutschland. Für Australien war es mit bis zu 6500 Mann der größte Militäreinsatz im Ausland seit dem Vietnamkrieg. Zu direkten Zusammenstößen zwischen INTERFET und indonesischer Armee kam es nicht. Sie zog aus Osttimor ab und hinterließ ein zerstörtes Land. Mit den Milizen kam es bis September 2000 zu 16 oder 17 bewaffneten Zusammenstößen. Verwundete und Tote waren die Folge. Bei vielen dieser Vorfälle kamen die Milizen über die Grenze aus dem indonesischen Westtimor und flohen dahin zurück.

### Nach der Gewalt

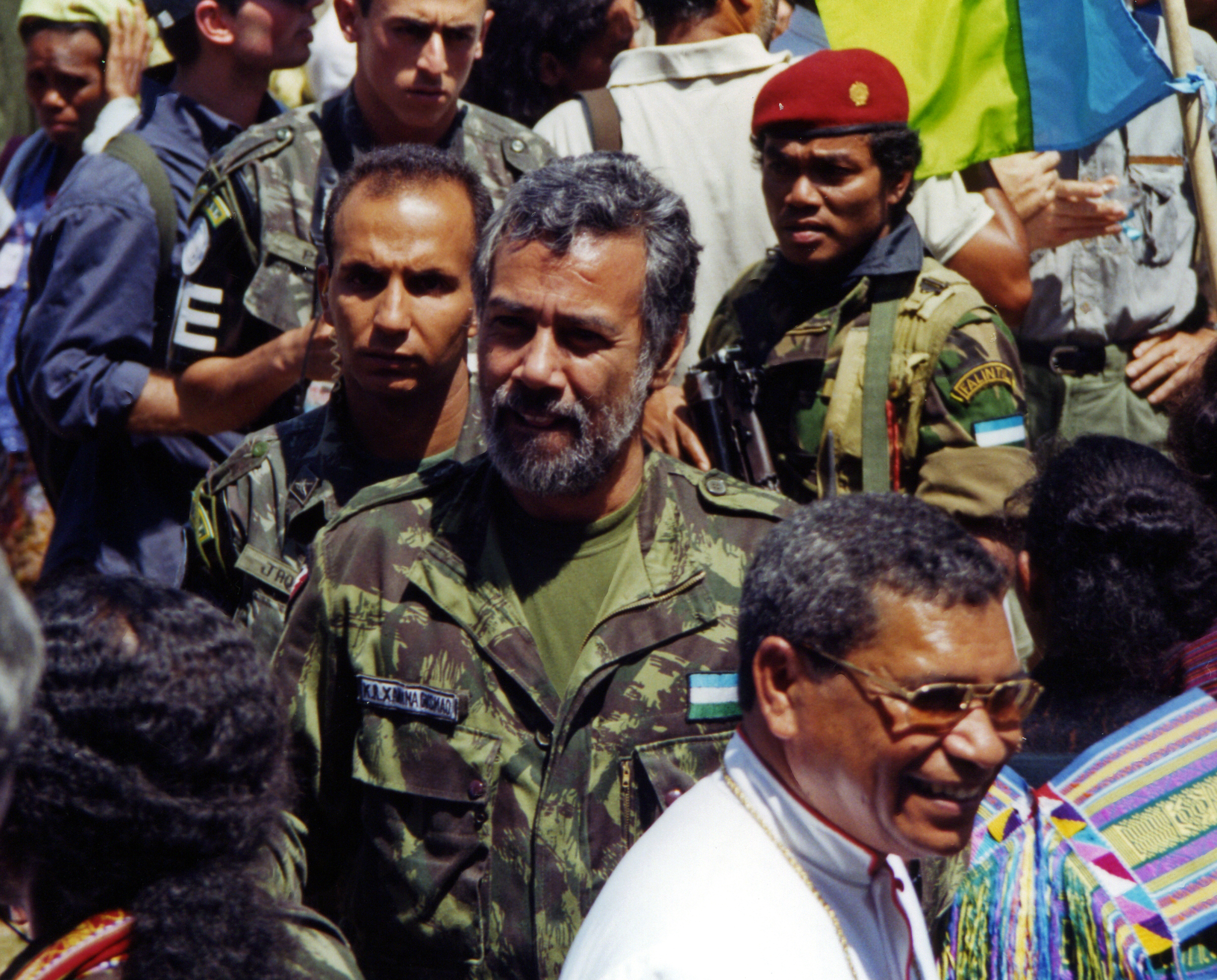
Xanana Gusmão nach seiner Rückkehr nach Osttimor in Aileu

Am 19. Oktober 1999 erkannte die Beratende Volksversammlung das Ergebnis des Referendums an und entließ Osttimor aus dem indonesischen Staat. Osttimor kam unter UN-Verwaltung. Der Verlust Osttimors hatte für Indonesiens Präsidenten Habibie Konsequenzen. Wollte er sich national und international als Demokrat darstellen, war er letztlich gezwungen, der demokratischen Entscheidung der Osttimoresen zu folgen. Die Entlassung Osttimors in die Unabhängigkeit war aber für die meisten Indonesier ein Schritt zu weit. In Surabaya stürmten 400 Demonstranten das australische Konsulat. Sie warfen dem Nachbarstaat Neokolonialismus vor. Auch vor Vertretungen anderer Staaten wurde demonstriert. Habibie gelang es nicht das Militär auf seine Linie zu bringen und die Vorwürfe aus dessen Reihen, Habibie würde die Einheit des Landes gefährden, taten ein Übriges. Die Ablehnung gegen Habibie in der Bevölkerung wurde so groß, dass er auf eine Kandidatur zur Wiederwahl 1999 verzichtete. Neuer indonesischer Präsident wurde am 20. Oktober Abdurrahman Wahid.
Doch auch die Ambitionen Wirantos auf das Präsidentenamt wurden durch das Verhalten des Militärs in Osttimor vorerst zerstört. Der australische Auslandsgeheimdienst DIO war im September 1999 zu dem Schluss gekommen, dass das indonesische Militär das Ziel hatte, Osttimor als Teil Indonesiens zu erhalten. Auf diese Weise sollte die Position Wirantos und des Militärs im politischen System Indonesiens gestärkt und Habibie die Schuld für die Misere zugeschoben werden. Wiranto und die Anhänger des entlassenen Kopassus-Chefs Prabowo Subianto verkannten die Situation völlig. Sie verstanden nicht, dass unter Beobachtung der Weltgemeinschaft Lügen, die in der Vergangenheit für bare Münze genommen worden waren, keinen Erfolg mehr hatten: Sie konnte nicht glauben machen, dass die Gewalt auf inneren Kämpfen beruhte und das indonesische Militär nur geringfügig eingriff, wenn doch der australische Geheimdienst das Gegenteil verkündete und Kameras westlicher Sender indonesische Soldaten filmten, die Befehle an Milizionäre zum Schießen auf Zivilisten ausstellten. Auch wurden indonesische Soldaten dabei gefilmt, wie sie ihre Uniformen gegen osttimoresische Zivilkleidung austauschten und ihren militärischen Haarschnitt mit Perücken im Che-Guevara-Stil bedeckten.

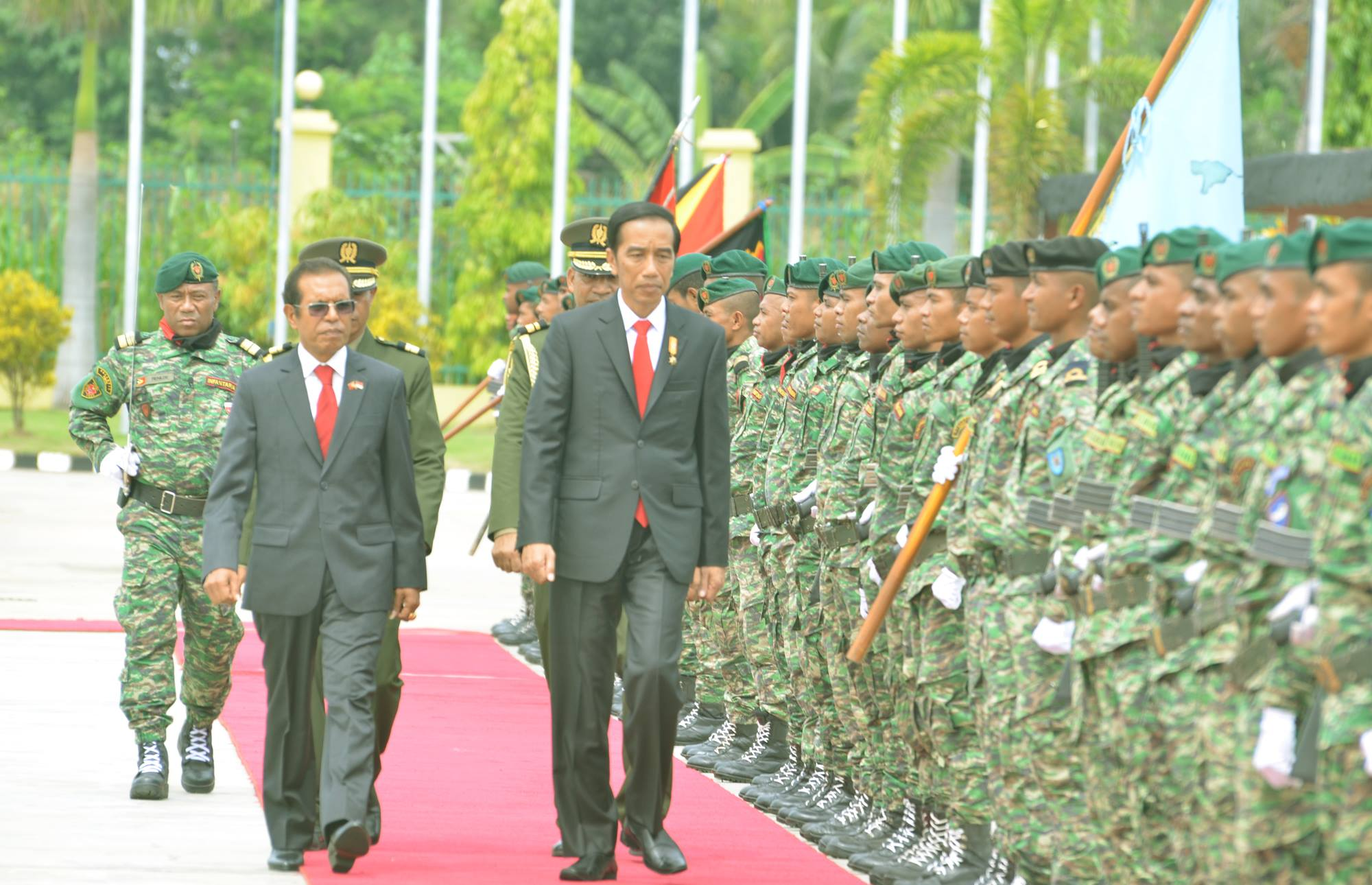
Indonesiens Präsident Joko Widodo zu Gast bei seinem Amtskollegen Taur Matan Ruak in Dili (2016)

FALINTIL-Chef Xanana Gusmão durfte am 22. Oktober 1999 aus der indonesischen Gefangenschaft in seine Heimat zurückkehren. Am 20. Mai 2002 erhielt Osttimor seine Unabhängigkeit zurück. Gusmão wurde von 2002 bis 2007 Osttimors Präsident und von 2007 bis 2015 Premierminister.
Die im Jahr 2000 von den Vereinten Nationen und der Regierung Osttimors gegründete Empfangs-, Wahrheits- und Versöhnungskommission von Osttimor (CAVR) sammelte später Zeugenaussagen, Beweise und Berichte zu Menschenrechtsverletzungen während des gesamten Osttimorkonflikts. Am 31. Oktober 2005 übergab die CAVR an Präsident Xanana Gusmão einen über 2000 Seiten starken Bericht namens Chega! (genug, stopp) über die Auswirkungen der indonesischen Besatzung und die Menschenrechtsverletzungen zwischen 1974 und 1999. Kopien davon wurden im November dem Nationalparlament Osttimors und am 20. Januar 2006 den Vereinten Nationen ausgehändigt.
Entgegen den Befürchtungen haben die politischen Führer Osttimors keinen kommunistischen Staat gegründet, sondern demokratische Strukturen aufgebaut. In Südostasien gilt Osttimor als das demokratischste Land mit der größten politischen Freiheit. Osttimor und Indonesien führen gutnachbarliche Beziehungen.

## Bewertung

### Rechtliche Fragen

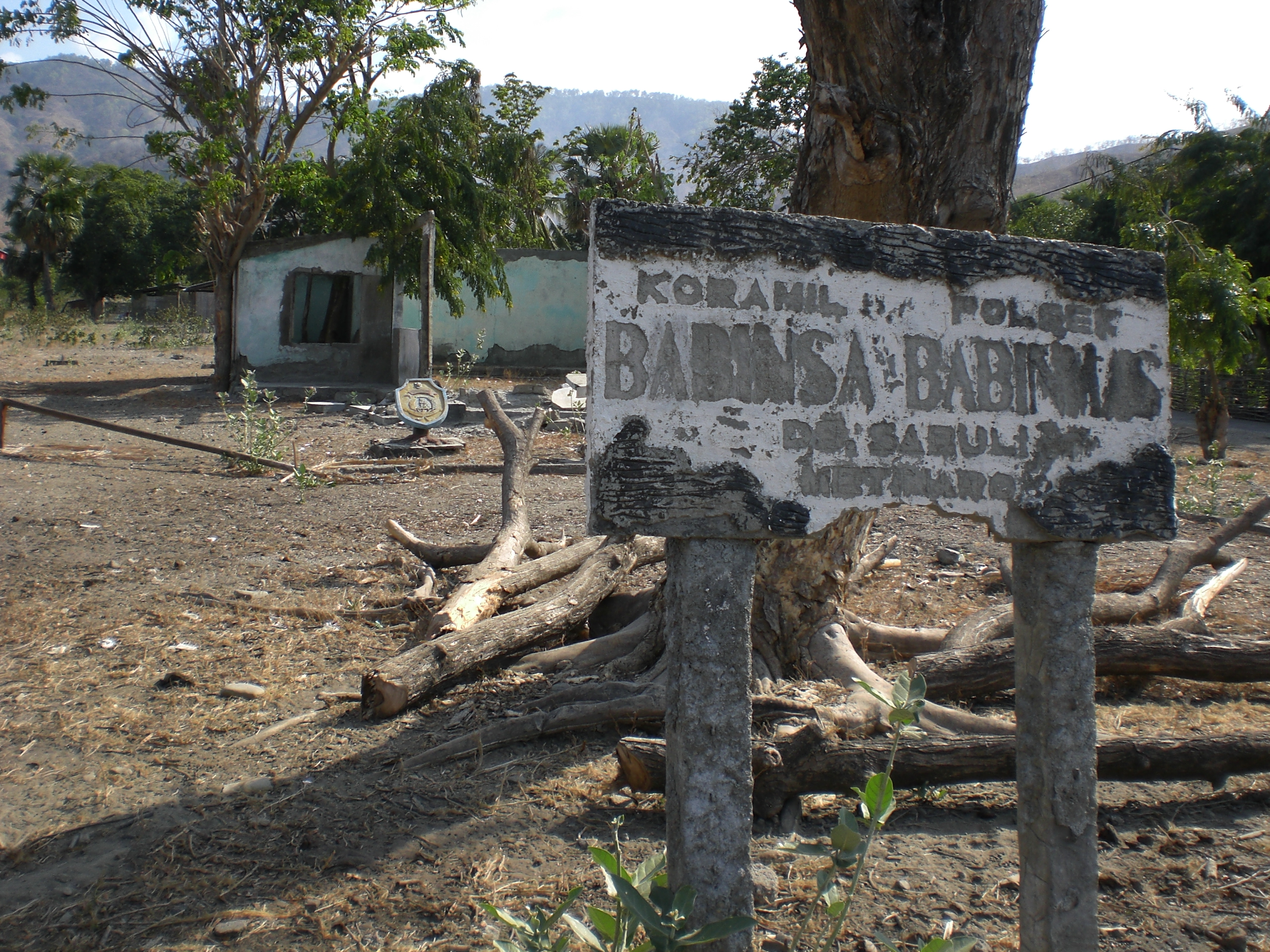
Reste eines indonesischen Militärpostens in Metinaro (Osttimor)

Der Osttimorkonflikt wurde neben dem Kosovokrieg zu einem der beiden Fälle aus dem Jahr 1999, die zwei grundlegende Fragen aufwarfen: Wann darf die internationale Staatengemeinschaft eingreifen, um Menschenrechtsverletzungen zu verhindern? Wann hat ein Volk das Recht auf Unabhängigkeit von einem anderen Staat?
Osttimor konnte die größtmögliche Legitimation zur Unabhängigkeit erreichen. Die Annexion durch Indonesien 1975 wurde international nur von Australien anerkannt. Das Unabhängigkeitsreferendum wurde unter Aufsicht der Vereinten Nationen mit Einverständnis von Indonesien durchgeführt. Die Abstimmung wurde international überwacht, und die Bevölkerung entschied sich bei einer fast hundertprozentigen Beteiligung mit deutlicher Mehrheit für die Unabhängigkeit, obwohl den Menschen die Konsequenzen klar waren. Entsprechend wurde der neue Status Osttimors ohne Widerspruch weltweit anerkannt.
UN-Generalsekretär Kofi Annan sagte in seiner Ansprache bei den Feiern zur Wiederherstellung der Unabhängigkeit Osttimors am 20. Mai 2002:

“I salute you people of East Timor for the courage and perseverance you have shown. Yours has not been an easy path to independence. You should be very proud of your achievement. That a small nation is able to inspire the world and be the focus of our attention is the highest tribute I can pay to you.”

„Ich ziehe den Hut vor Ihnen, dem Volk von Osttimor, für den Mut und die Ausdauer, die Sie gezeigt haben. Ihr Weg zur Unabhängigkeit war nicht einfach. Sie dürfen sehr stolz auf Ihre Leistung sein. Dass eine kleine Nation die Welt inspirieren und im Mittelpunkt unserer Aufmerksamkeit stehen kann, ist die höchste Anerkennung, die ich Ihnen zollen kann.“

Hier stellt sich nur die Frage, wie schnell die Staatengemeinschaft auch ohne Zustimmung Indonesiens hätte eingreifen müssen, um die Bevölkerung zu schützen.
Im Falle des Kosovo führte die NATO vom 28. Februar 1998 bis zum 10. Juni 1999 Luftschläge gegen Jugoslawien durch, zu dem der Kosovo allgemein anerkannt gehörte. Ein UNO-Mandat gab es hier nicht. Als Legitimation dienten die Vorwürfe von Menschenrechtsverletzungen durch jugoslawische Sicherheitskräfte gegen die Zivilbevölkerung. Erst mit der Resolution 1244 des UN-Sicherheitsrates wurde die Übergangsverwaltungsmission der Vereinten Nationen im Kosovo (UNMIK) eingerichtet. Über den zukünftigen Status des Kosovo konnte sich die Staatengemeinschaft nicht einigen. Noch immer haben nicht alle UN-Mitglieder den Kosovo als unabhängigen Staat anerkannt, auch das ehemalige Mutterland Serbien nicht.
Valerie Epps, Juraprofessorin an der Suffolk University Law School, kommt zu dem Schluss, dass angesichts der unterschiedlichen Bewertungen der Fälle internationale Mechanismen notwendig sind, die entscheiden, wann „extreme Umstände“ bestehen, die eine militärische Intervention und eine Sezession rechtfertigen. Staatliche Souveränität und Territoriale Integrität würden dann als Werte hinter gleiche Behandlung und das Recht auf Selbstverwaltung zurückgestellt.

### Bewertung der Unabhängigkeit Osttimors

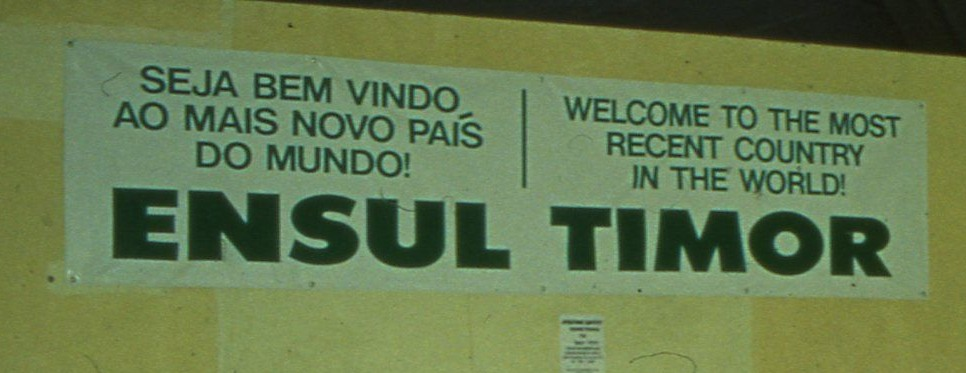
„Willkommen im jüngsten Land der Welt“. Begrüßungsplakat am Flughafen Dili (2000)

Die Kritik an der Bewältigung des Konflikts durch das Referendum und am Aufbau eines relativ stabilen unabhängigen Staates richtete sich auf die wirtschaftlichen Daten Osttimors bei seiner Entlassung in die Unabhängigkeit 2002. Osttimor war den Zahlen nach der ärmste Staat Asiens, 41 % der Bevölkerung lebten unter der Armutsgrenze, 60 % der Erwachsenen waren Analphabeten, 40 % der Kinder mäßig oder stark unterernährt. 2003 schrumpfte die Wirtschaft um drei Prozent, weil ein Teil der internationalen Präsenz abzog. Ursprung der Probleme waren aber nicht die Vereinten Nationen. Die Schwierigkeiten bestanden schon seit langem und konnten in der kurzen Zeit der UN-Verwaltung nicht gelöst werden. Angesichts der enormen Aufgabe des Aufbaus einer kompletten staatlichen Verwaltung aus dem Nichts waren die Erwartungen vieler Kritiker zu hoch, kritisierte der Chef der UN-Übergangsverwaltung Sérgio Vieira de Mello. Von 2000 bis 2011 hat Osttimor jedoch seine Entwicklungsstufe um 20 % gesteigert, mehr als jedes andere Land auf der Welt. Die Analphabetenrate lag 2015 nur noch bei 15,7 %. 2008 lobte die UNICEF Osttimor, da es zwischen 1990 und 2006 die Kindersterblichkeit um 40 % gesenkt habe. Allein von 2004 bis 2010 sank sie von 80 auf 44 Todesfälle bei 1000 Geburten. Ein Grund für die sinkenden Raten bei der Kindersterblichkeit ist die zunehmende medizinische Versorgung.
So sieht die Mehrheit der Kommentatoren Osttimor als einen überwiegenden Erfolg, auch wenn der Schutz der Bevölkerung vor und nach dem Referendum eindeutig misslang. Der letztendlich erfolgreiche Aufbau des Staates gelang aufgrund der vielen positiven Faktoren für die Vereinten Nationen nach dem Referendum, auf die keine andere Mission sonst sich stützen konnte. Die Rolle der Vereinten Nationen war in anderen Konflikten deutlich geringer, etwa beim Wiederaufbau im Irak. Hier war zum Beispiel der politische Wille zur Ausweitung von UN-Maßnahmen innerhalb der irakischen Regierung, der Bevölkerung und aufgrund der Sicherheitslage auch bei den Vereinten Nationen selbst gering. Die osttimoresische Bevölkerung hatte selbst für den „Regimewechsel“ gestimmt, sodass die Vereinten Nationen von ihr und ihrer Führung umfassend unterstützt wurden. Osttimor war zudem während der UN-Verwaltung frei von internen Konflikten.

### Strafverfolgung und Bedeutung für Indonesien

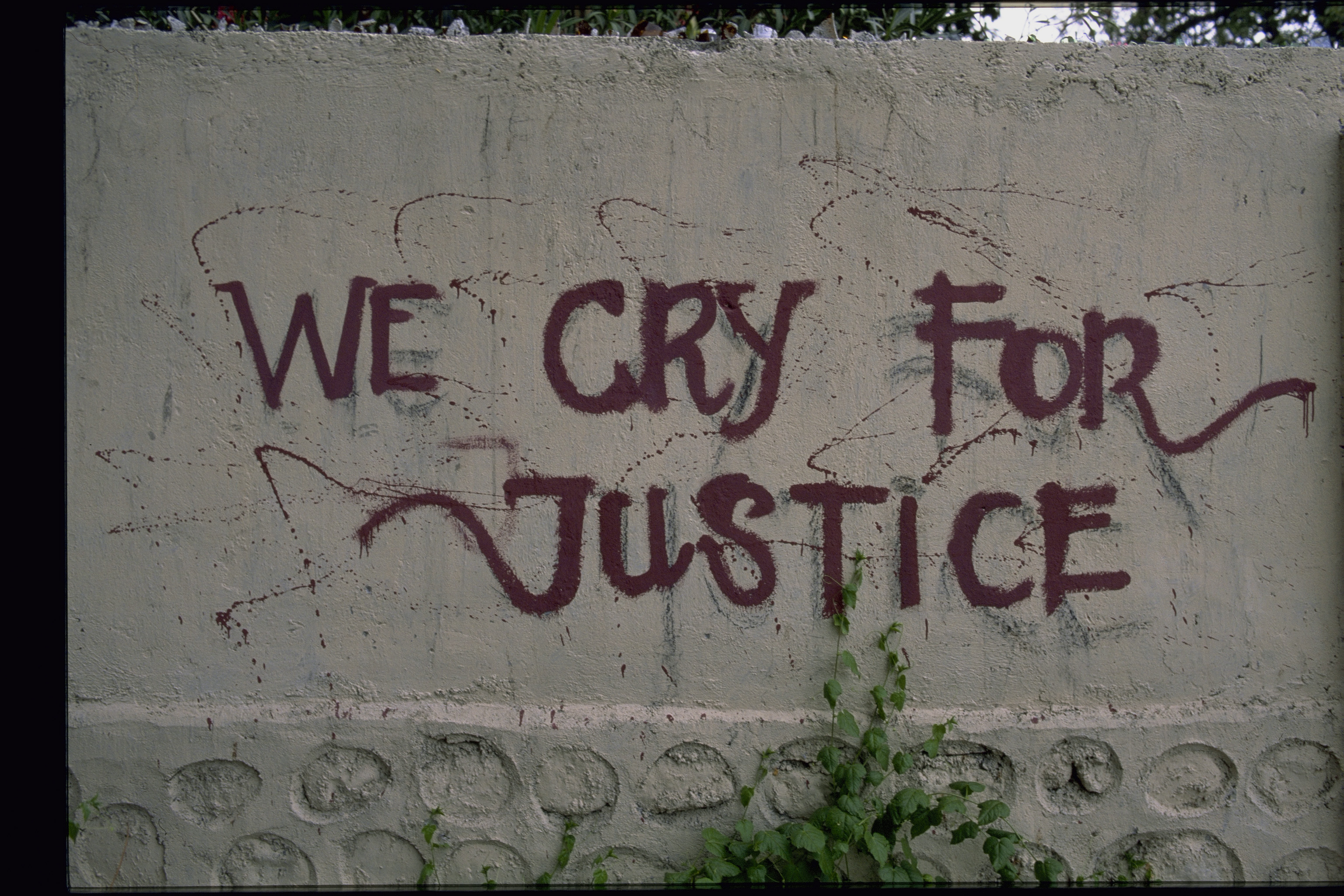
Graffito in Dili (2013)

Der frühere Vorsitzende des indonesischen Verfassungsgerichts Mohammad Mahfud MD erklärte 2019 mit Blick auf die Unruheprovinz Aceh, dass Referenden für Teile des heutigen Indonesiens nicht in Frage kämen. Osttimor sei ursprünglich nicht Teil Indonesiens gewesen, weil verschiedene Kolonialmächte die Gebiete beherrschten. Daher habe Osttimor über seinen Status abstimmen dürfen. Als 1969 in Westpapua ein Referendum durchgeführt wurde, bei dem das Ergebnis zu 100 % für den Anschluss an Indonesien ausfiel, sei die Verfassung Indonesiens noch nicht konsolidiert gewesen.
Das Scheitern des Plans des indonesischen Militärs, durch das Chaos Osttimor im Staatenverbund zu halten und General Wiranto an die Spitze Indonesiens zu bringen, hat den Einfluss des Militärs im Land geschwächt, wenn auch nicht beendet. 2004 ignorierte Indonesien einen Haftbefehl gegen Wiranto durch die Special Panels for Serious Crimes (SPSC), das die Menschenrechtsverletzungen in Osttimor verfolgte, beziehungsweise der Haftbefehl wurde vom osttimoresischen Generalstaatsanwalt Longuinhos Monteiro nicht an Interpol weitergeleitet. Später trat Wiranto ebenso wie der ehemalige Kopassus-Chef Brigadegeneral Prabowo mehrmals bei Präsidentenwahlen als Kandidat an und bekleideten wichtige Ministerämter. Die Präsidentschaftswahlen 2024 gewann Prabowo. Trotzdem gilt Indonesien durch die Schwächung des Militärs heute als demokratischer und stabiler, als wenn es 1999 unter das Regime von Wiranto gekommen wäre. Osttimors Regierung achtete in den Jahren nach der Unabhängigkeit darauf, durch einen Versöhnungsprozess die demokratischen Nachfolger Habibies nicht zu gefährden.
Das Ausbleiben der strafrechtlichen Verfolgung (mit Ausnahme von Tätern auf der unteren Ebene) wird von vielen Seiten kritisiert. Auch 20 Jahre nach den Ereignissen waren die Wunden nicht verheilt. 2019 musste der osttimoresische Fernsehsender GMN TV die Ausstrahlung eines Interviews mit Eurico Guterres absagen, nachdem es bei der Ankündigung großen Protest in den sozialen Netzwerken gegeben hatte. Guterres hatte sich wie die anderen führenden Köpfe der Milizen nach Indonesien abgesetzt. Zwar wurde er von einem indonesischen Gericht zu zehn Jahren Gefängnis verurteilt, verbrachte aber nur zwei Jahre in Haft. Proteste gab es auch, als die Kommission für die Feierlichkeiten des zwanzigjährigen Jubiläums unter Xanana Gusmâo entschied, dass der neue Park an der Brücke von Bidau Lecidere den Namen Jardín B. J. Habibie erhalten sollte.
2015 rief die Regierung Osttimors unter Premierminister Rui Maria de Araújo die Politik des „Ent-trauerns der Nation“ (tetum Dez-lutu Nasional) oder „Ablegens des Schwarzen“ aus. Die Erinnerung an die Vergangenheit sollte nun in Form eines Gedenkens wachgehalten werden, nicht mehr in der Form der Trauer. Kritiker merken an, dass viele Familien mit der Trauer noch nicht abschließen können, da die sterblichen Überreste ihrer Verwandten noch nicht gefunden wurden. Von vielen Opfern der Besatzung fehlt jede Spur, auch vom Volkshelden Nicolau Lobato, dessen Todestag am 31. Dezember 2015 den Abschluss des Dez-lutu Nasional darstellen sollte.

### Kritik an der Umsetzung des Referendums

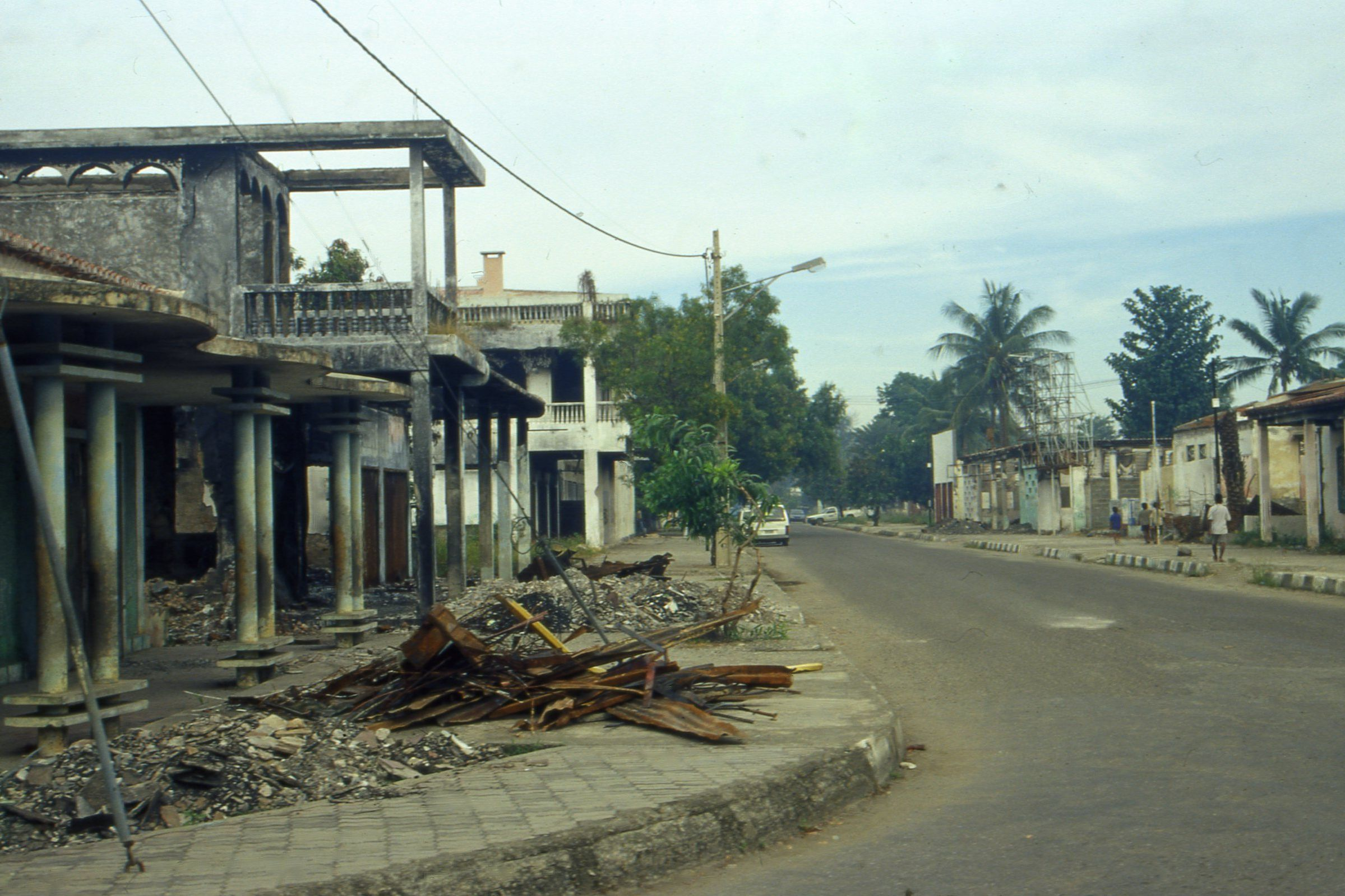
Zerstörungen in Dili (2000)

Hugh White, 1999 stellvertretender Sekretär für Strategie im australischen Verteidigungsministerium, kritisierte 2008 die Zurückhaltung seines Landes bei der Forderung nach der Entsendung einer internationalen Friedenstruppe im April 1999. Man habe trotz der Geheimdienstberichte auf diese Weise „die letzte Chance verpasst, die Katastrophe vom September 1999 zu verhindern“. Auch die UN-Hochkommissarin für Menschenrechte Mary Robinson erklärte im Nachhinein, man hätte bereits vor dem Referendum UN-Truppen entsenden sollen. Andere Experten gehen davon aus, dass die Vereinigten Staaten die Verbrechen vor und nach dem Referendum hätten verhindern können, hätten sie nicht erst im September den politischen, militärischen und wirtschaftlichen Druck ausgeübt, den sie an den Tag legten, als es um die Entsendung der INTERFET ging. Auch der rot-grünen deutschen Bundesregierung werden Versäumnisse vorgeworfen: Sie habe die guten Kontakte zu Indonesien nicht genutzt.
Allgemein kommt man zu dem Schluss, dass es ein Fehler war, das Referendum ohne grundlegende internationale Militärpräsenz durchzuführen, zumal kein Osttimorese Zweifel daran hatte, was passieren würde. In Maliana entfernte sich am Vortag des Referendums die gesamte Bevölkerung aus der Stadt und kam um 4 Uhr morgens zur Stimmabgabe aus den Bergen, um danach wieder zu verschwinden. Trotz des Wissens um die Gefahr gingen die Osttimoresen zur Abstimmung. Es ist kaum nachvollziehbar, warum es so lange dauerte, bis die Vereinten Nationen dies erkannten und die Eingreiftruppe schickten. Die indonesische Politik und der Einfluss des Militärs hätten schon zu Beginn erkennen lassen müssen, dass es zu Gewalt kommen würde. Doch gegen entsprechende Maßnahmen gab es international zu großen Widerstand, auch von Deutschland, das traditionell gute Beziehungen zu Indonesien unterhielt und dessen Politik den Osttimorkonflikt lange ignorierte. Erst der öffentliche Druck, entstanden durch Berichterstattung in den Medien, Nichtregierungsorganisationen und die katholische Kirche, zeigte Wirkung.
Als Lehren für zukünftige Volksbefragungen zur Lösung von Konflikten kam man zu drei Ergebnissen:
- Auf militärischen Schutz bei einem Referendum kann man nur verzichten, wenn eine Zusammenarbeit im Interesse aller Parteien liegt.
- Wo die Interessen der Konfliktparteien klar auseinandergehen, sind Wähler in akuter Gefahr.
- In diesem Fall kann eine neutrale Ordnungskraft groß angelegte Repressalien gegen Wähler verhindern.[84]

Anfang 1999 sahen sich weder die Vereinten Nationen noch Australien in der Lage, dem viertgrößten Land der Welt und respektierten Mitglied der Staatengemeinschaft offen mitzuteilen, dass man der Regierung nicht glaube, wenn sie Sicherheitsgarantien abgebe, so die Aussage eines UN-Mitarbeiters im Jahr 2000.

## Belege

### Hauptbelege
- „Part 3: The History of the Conflict“ (PDF; 1,4 MB) aus dem „Chega!“-Report der CAVR (englisch).
- John Braithwaite, Hilary Charlesworth, Adérito Soares: Networked Governance of Freedom and Tyranny: Peace in Timor-Leste. S. 91–110. ANU press 2012.